# Femmes citoyennes révolutionnaires

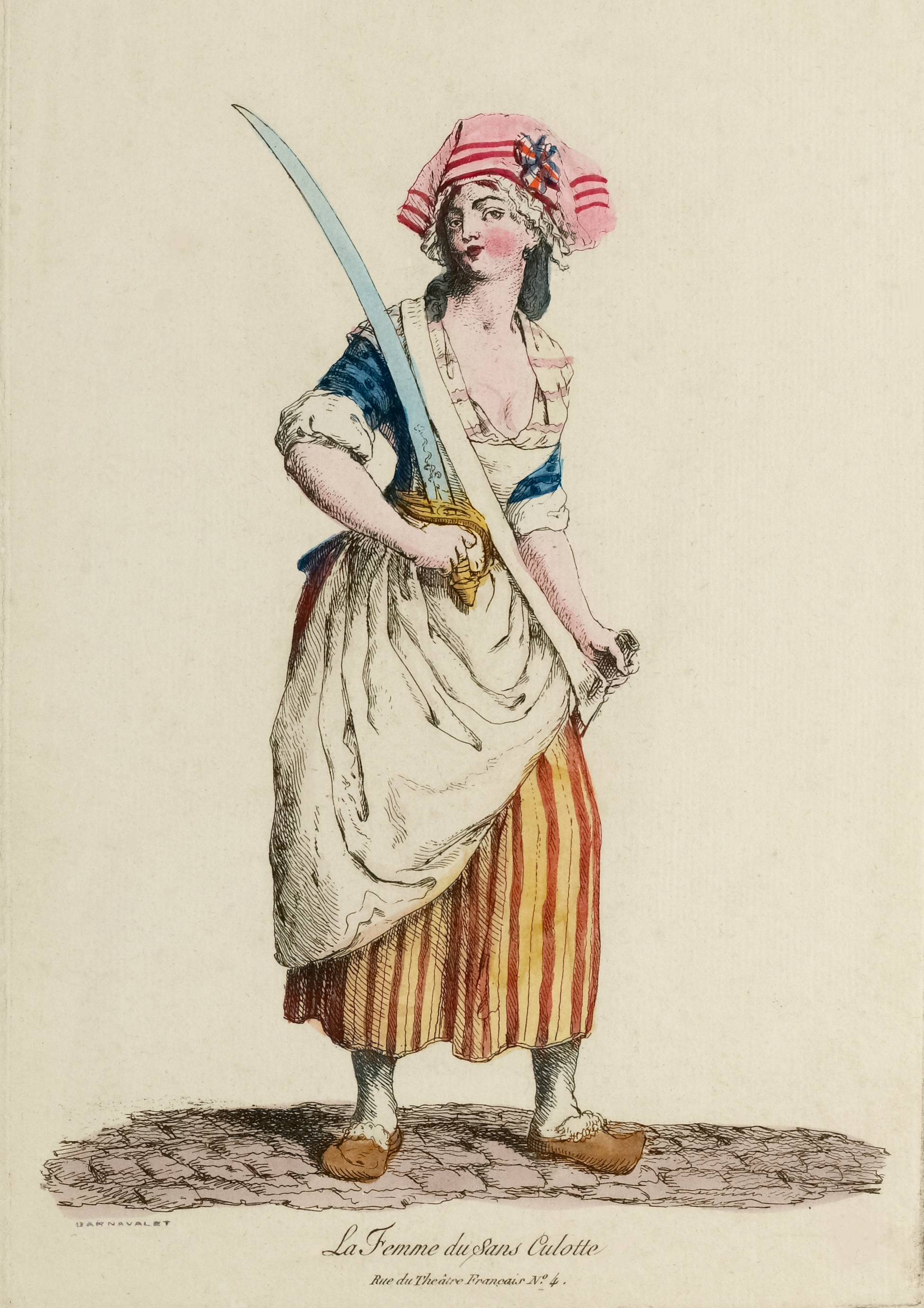
La femme du sans-culotte, estampe, musée Carnavalet, vers 1792.

À la veille de la Révolution les femmes sont, en dehors d'une infime minorité, peu considérées, Rousseau lui-même était d'une misogynie caricaturale et tous les philosophes du XVIIIe siècle, y compris ceux qui comme Diderot ou Montesquieu rejettent l'infériorité naturelle de la femme, ont sur le sujet une position ambiguë. De nombreux philosophes, médecins, écrivains ont croisé leurs approches pour décrire la féminité. Les termes qui en ressortent sont : « constitution délicate », « tendresse excessive », « raison limitée », « nerfs fragiles»  On considérait donc comme acquise l’infériorité de la femme intellectuellement et psychologiquement.
Et pourtant, dès la Déclaration des droits de l'homme, elles sont citoyennes. Ce changement était porteur d'espérances.
La Révolution française avait, en effet, façonné l’idée de rupture : selon Tocqueville, « les Français ont fait en 1789 le plus grand effort auquel se soit livré aucun peuple, afin de couper en deux leur destinée et de séparer par un abîme ce qu’ils avalent été jusque-là, de ce qu’ils voulaient être désormais » ; tout devait être remis en question, critiqué et détruit, on entrait dans une nouvelle époque, il fallait changer jusqu'au calendrier et faire table rase du passé.
Pour autant, vraie pour les structures administratives, l’application uniforme de la règle sur l’ensemble du territoire national, la mise en place d’un état centralisé, dans l'approche des droits des femmes, de leur place dans la vie publique et le corps social, la réalité fut sans autres changements que ceux qu'elles surent imposer.

## Les femmes à la veille de la Révolution

### La société des trois ordres

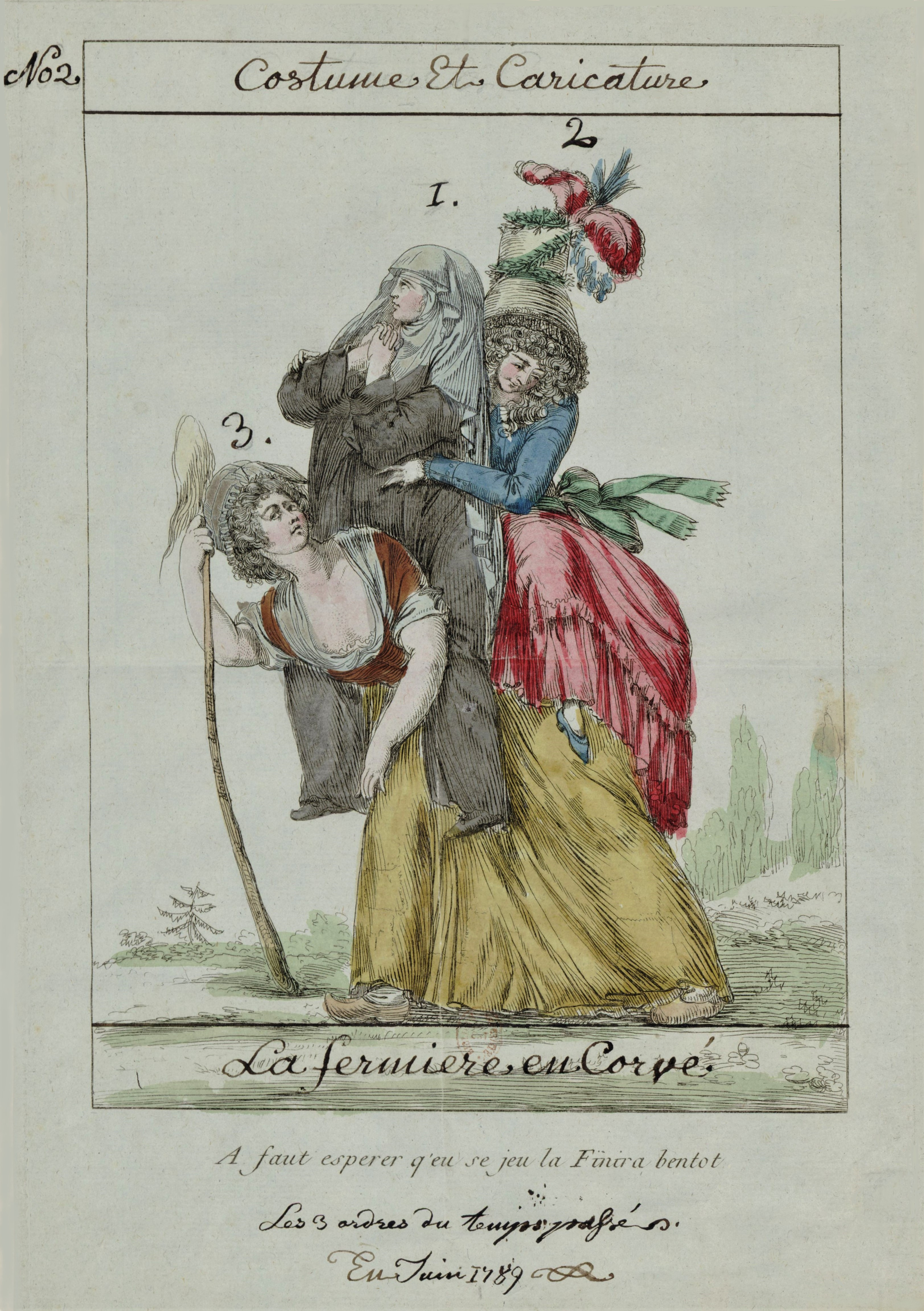
Femme du Tiers-état portant la charge du Clergé et de la Noblesse (estampe anonyme 1789).

L'individu d'Ancien Régime appartient à un ordre Noblesse, Clergé, Tiers état, cette structuration de la société fait qu'une femme noble ou religieuse est supérieure aux femmes comme aux hommes du tiers-état. Elle amène les femmes concernées à des logiques de privilèges qui relèguent au second plan la prise de conscience de la nécessaire amélioration de la condition féminine.
Les femmes de la noblesse ont vu leur pouvoir politique décliner depuis la Renaissance, résultat entre autres d'une volonté royale de limiter le pouvoir des puissants de France.
Les femmes ne sont pas éligibles, mais les femmes nobles, les communautés de religieuses, voire les femmes du Tiers état, propriétaires d'un fief votent pour la désignation des députés aux états généraux, le droit de vote étant attaché à la propriété et non à la personne ou au sexe.
Les femmes sont exclues de la prêtrise, mais le couvent reste pour les filles cadettes ou de petite noblesse une issue pour toutes les nobles à la dot insuffisante pour trouver un parti.
Les femmes du tiers état, qui représente 98 % de la population, sont les plus nombreuses. Elles sont de conditions et de situation financières très diverses, même si le travail y est la norme.
La bourgeoisie la plus aisée est sensible aux idées nouvelles et se rapproche sur ce point des nobles les plus libérales ; mais la grande majorité est tout à la fois l’assistante du mari dans son commerce ou son artisanat et le pivot de la cellule familiale. Elles restent très majoritairement à l'écart des questions politiques et sociales.
Les femmes du peuple assument un rôle d'épouse, de mère et de travailleuse. A Paris, les blanchisseuses ou les dames de la Halle formeront le gros des bataillons des sans-culottes. Majoritairement chargées de subvenir aux besoins de la famille, elles seront très sensibles aux crises frumentaires. D'une révolte, au départ strictement économique, nombre d'entre elles s'ouvriront peu à peu à la revendication politique.
Très largement les hommes ne considèrent pas les femmes de 1789 comme leurs égales. Elles doivent rester dans le champ de l'activité domestique, extérieure à la société civile. Elles sont donc considérées comme des mères ou ménagères, loin des fonctions sociales politiques que certaines désirent.

## De la prise de la Bastille à la chute de la Royauté (1789 - 10 août 1792)

### Une prise de parole contrariée
Les articles 11 et 20 du Règlement Général du 24 janvier 1789 prévoient expressément que les femmes appartenant au clergé régulier, les filles et les veuves de la noblesse fieffée doivent être représentées aux assemblées de leurs ordres par un procureur. Sur les femmes du peuple rien n’est dit.
Il est à priori surprenant que les femmes du tiers aient eu plus de droits que les femmes nobles ou appartenant à un ordre religieux. Christine Fauré précise à ce sujet« L’article 25 se contente de donner le droit d’assister aux assemblées réunies devant le juge du lieu « à tous les habitants composant le Tiers État, nés français ou naturalisés, âgés de 25 ans, domiciliés et compris au rôle des impositions pour concourir à la rédaction des cahiers et à la nomination des députés » Le règlement ne précisait pas le sexe de ces habitants et visiblement s’en remettait aux pratiques coutumières qui variaient selon les régions. ».
Rares sont les historiens qui se sont intéressés à cette question avant la période récente. Henri Loriquet  fut un précurseur par ses recherches sur la Pas de Calais, mais c'est surtout les travaux de René Larivière à l'occasion du bicentenaire de la Révolution qui ont permis de faire le point sur cette participation des femmes. après avoir dépouillé plus de 7000 cahiers de doléances il relève la présence de femmes dans une trentaine de bailliages et de sénéchaussées, s'agissant de la sénéchaussée de Périgueux, où ses travaux sont plus systématiques, il retrouve la présence de femmes dans 43 paroisses sur 694, dans une proportion variant de 1 femme pour 5 hommes à 1 femme pour 116 hommes.
Les communautés religieuses sont plus présentes et les religieuses ne se cantonnent pas à la défense de leur statut. Elles ne se contentèrent pas toujours de désigner un représentant sur la base d'un contrat un peu flou et n’hésitèrent pas à se prononcer sur « l'administration de la justice » ou encore sur les impositions et notamment la gabelle.
Les revendications strictement féminines sont rares et la parole de ces femmes sont noyées dans le flot des écrits à dominante masculine. Tardivement, en juin 1799, paraissent quelques cahiers féminins, peu nombreux ces cahiers proviennent des centres urbains, Paris, Marseille, Dunkerque, leur authenticité, le fait qu'ils soient l'œuvre de femmes, ont fait et font encore débat.
Un cahier émerge de cette production, très limitée, Cahiers des doléances et réclamations des femmes, par Madame B*** B*** du Pays de Caux. Mais la reconnaissance des députés, que le texte prétend acquise, ne lui sera cependant pas accordée et le texte ne parvient pas à persuader face au discours dominant et au pouvoir des hommes.
Le cahier de doléances des femmes de Charente de Marie de Vuigneras daté du 29 juin 1790 et donc adressé à l'Assemblée Constituante en place depuis le 17 juin 1789, n'est que la copie du cahier de Mme B*** B*** de juin 1789. La copie retrouvée en Charente démontre toutefois qu'il a existé des modèles de doléances féminines qui se transmettaient d'une province à une autre ; encore que cet exemple unique conduise à en limiter la portée effective.
En marge des cahiers de doléances, pour autant qu'elle s'ouvre sur des paroles fortes, « Les Femmes forment la moitié de l'espèce humains qui habitent le territoire de la France. Depuis des siècles elles ne sont rien dans la Nation Française », La demande des femmes aux états Généraux de Mme de Coucy, reste, comme le fait remarquer Christine Fauré, dans une logique « salonnière ».

### Les ambiguïtés de la Déclaration des droits

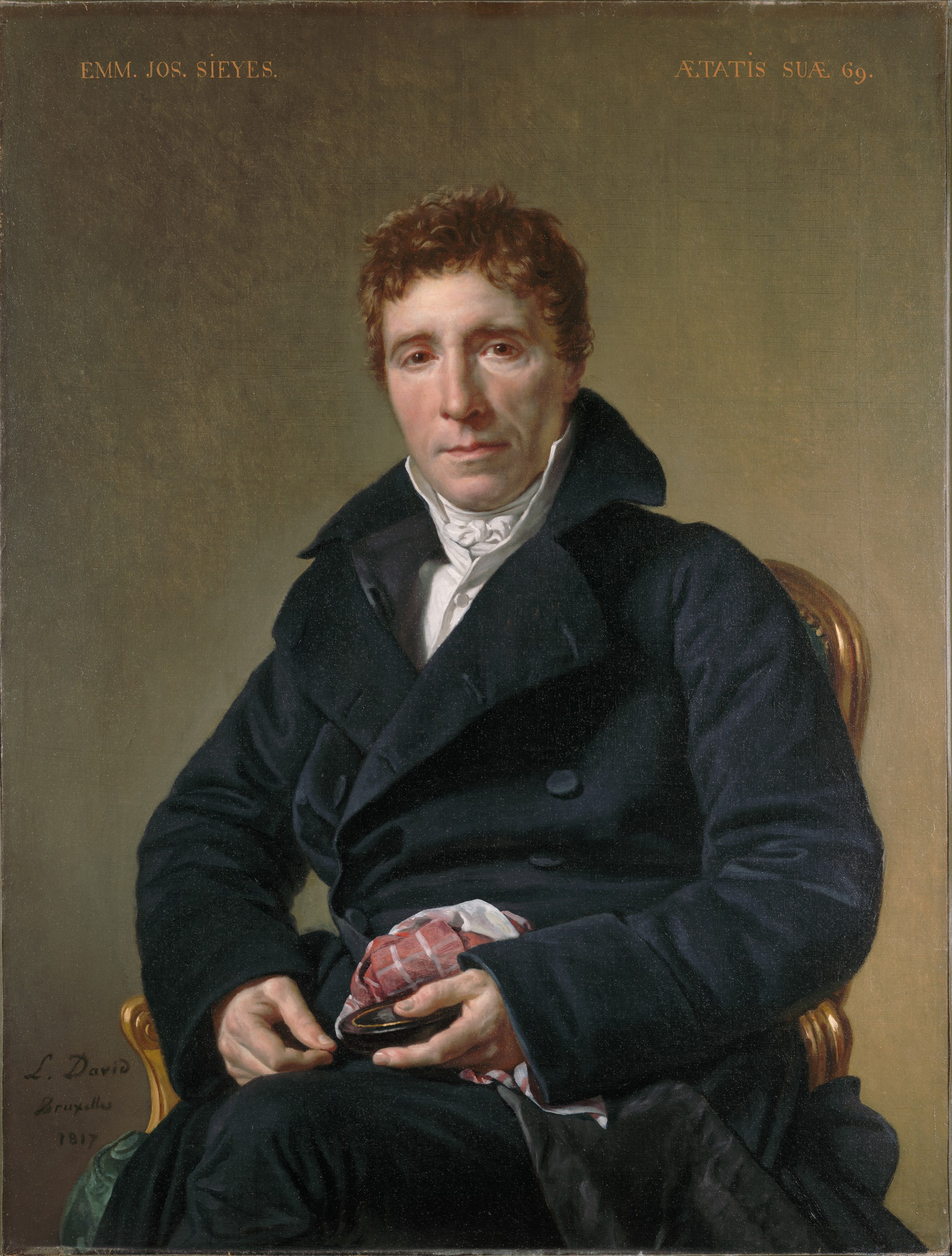
Sieyes (1746-1836).

Dans un Préliminaire de la Constitution française Sieyes propose à l'Assemblée de distinguer deux groupes de citoyens, les passifs et les actifs. Les femmes figurent, du moins en l’état actuel, précise-t-il, avec les enfants, les étrangers, ceux qui ne contribueraient en rien à soutenir l'établissement public.
Marat dans son projet de déclaration des droits de l'homme et du citoyen en précisant : « Tout citoyen étant membre du Souverain doit avoir droit de suffrage et la naissance seule doit donner ce droit ; mais les femmes et les enfants ne doivent prendre aucune part aux affaires, parce qu'ils sont représentés par les chefs de famille ».
Lors de la discussion des trois premiers articles de la future déclaration des droits de l'homme, un incident révélateur est rapporté au procès-verbal, après un long débat, un dernier orateur, non cité, serait intervenu longuement « .. avec une prolixité qui a ennuyé les galeries surtout lorsqu'il a dit que la société commençait avec la mère et le fils. Les tribunes et les galeries se vident ; alors M. de Mortemart observe que la séance est irrégulière, le règlement dit que les séances sont publiques et les galeries sont désertes. L'heure était très avancée et cependant l'assemblée n'avait encore rien adopté » ; Jean-Joseph Mounier, l'homme des compromis, présente alors les trois premiers articles dans la version que nous connaissons. Ils sont adoptés.
La portée du mot « homme » reste encore dans le flou alors même que l'amorce d'une discussion sur le sujet par un membre de l'Assemblée, qui n'aura même pas les honneurs du compte rendu, vide tribunes et galeries.
Le lendemain, lors de la discussion animée de ce qui deviendra l'article VI de la Déclaration des Droits de l'homme, aucun intervenant ne revient sur la question et la rédaction définitive laisse planer le même doute sur la place qu'on entend réserver aux femmes.

### Un déni de citoyenneté
Lors de la discussion des articles de la déclaration des droits de l’homme et du citoyen, la question de la place de la femme fut totalement éludée, les femmes étaient évincées de fait de la vie publique.
Sous une apparente neutralité, le consensus implicite de tous les intervenants prévaudra. Le statut de la femme est posé pour près de deux siècles encore. Même si au début de la Révolution, le droit de vote n'est pas constitutif de la citoyenneté, il est acquis que la femme n'est pas l'égale de l'homme.

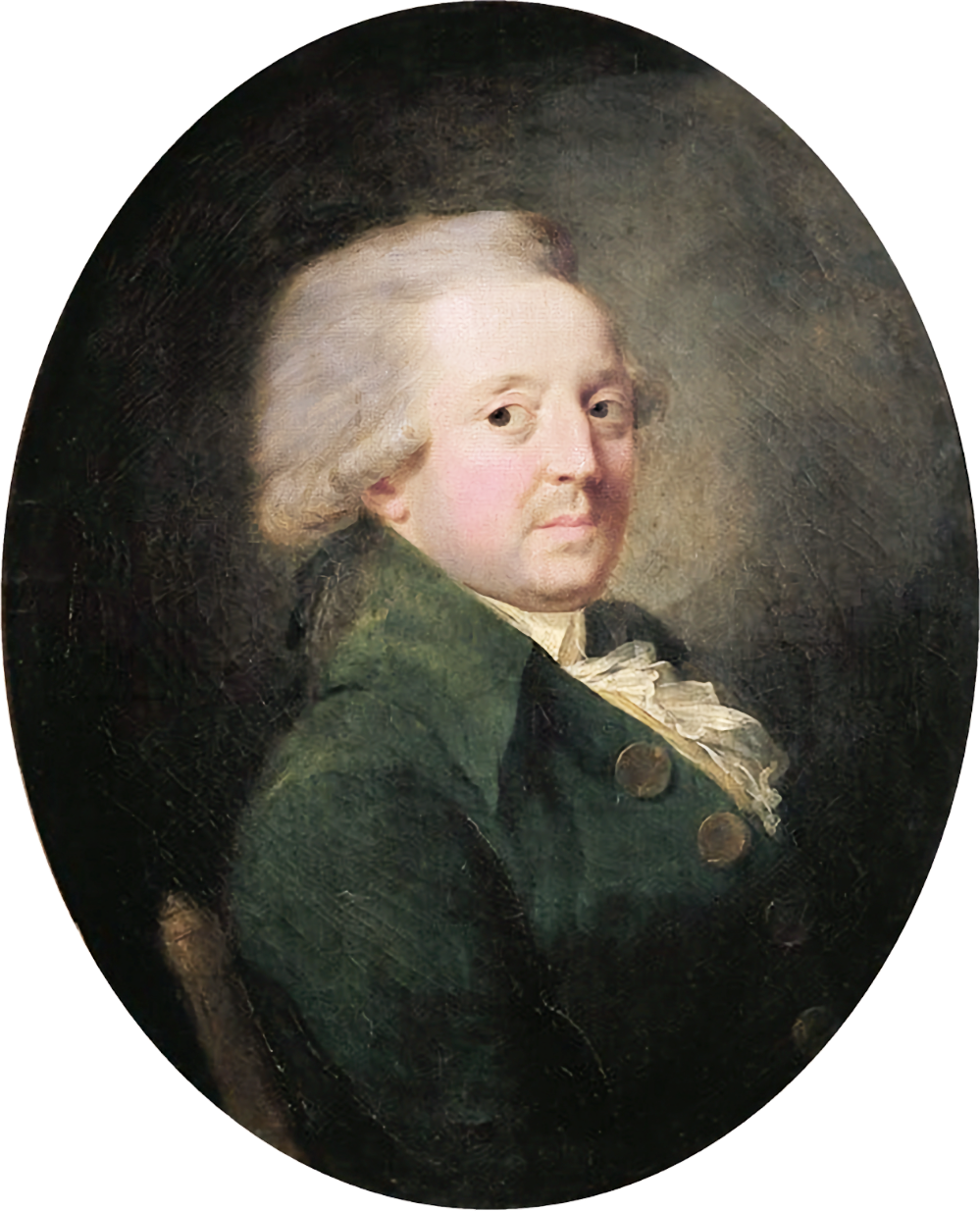
Nicolas de Condorcet (1743-1794).

Parmi les rares députés féministes Condorcet publia le 3 juillet 1790 dans le Journal de la Société de 1789, dans l'indifférence générale, un texte parfaitement explicite « Par exemple, tous n’ont-ils pas violé le principe de l’égalité des droits en privant tranquillement la moitié du genre humain de celui de concourir à la formation des lois, en excluant les femmes du droit de cité ? Est-il une plus forte preuve du pouvoir de l’habitude, même sur les hommes éclairés, que de voir invoquer le principe de l’égalité des droits en faveur de trois ou quatre cents hommes qu’un préjugé absurde en avait privés, et l’oublier à l’égard de douze millions de femmes ? [...] » et de conclure « ce n’est pas la nature, c’est l’éducation, c’est l’existence sociale qui causent cette différence. Ni l’une ni l’autre n’ont accoutumé les femmes à l’idée de ce qui est juste, mais à celle de ce qui est honnête. Éloignées des affaires, de tout ce qui se décide d’après la justice rigoureuse, d’après des lois positives, les choses dont elles s’occupent, sur lesquelles elles agissent, sont précisément celles qui se règlent par l’honnêteté naturelle et par le sentiment. Il est donc injuste d’alléguer, pour continuer de refuser aux femmes la jouissance de leurs droits naturels, des motifs qui n’ont une sorte de réalité que parce qu’elles ne jouissent pas de ces droits. »
Dès cette date il est certain que seule l'action militante sera désormais le levier susceptible de faire bouger les lignes.

### Une entrée par effraction dans l'espace public
Dès avant 1789, des femmes étaient entrées dans l'action, qu'il s’agisse de leur participation à la Journée des Tuiles en investissant les églises pour sonner le tocsin dans un soulèvement à caractère éminemment politique ou encore lors de l'Affaire Reveillon motivée par l'augmentation du prix du pain et donc par la faim et la misère qui se rattache aux émeutes de subsistances, typiques de l'Ancien Régime.

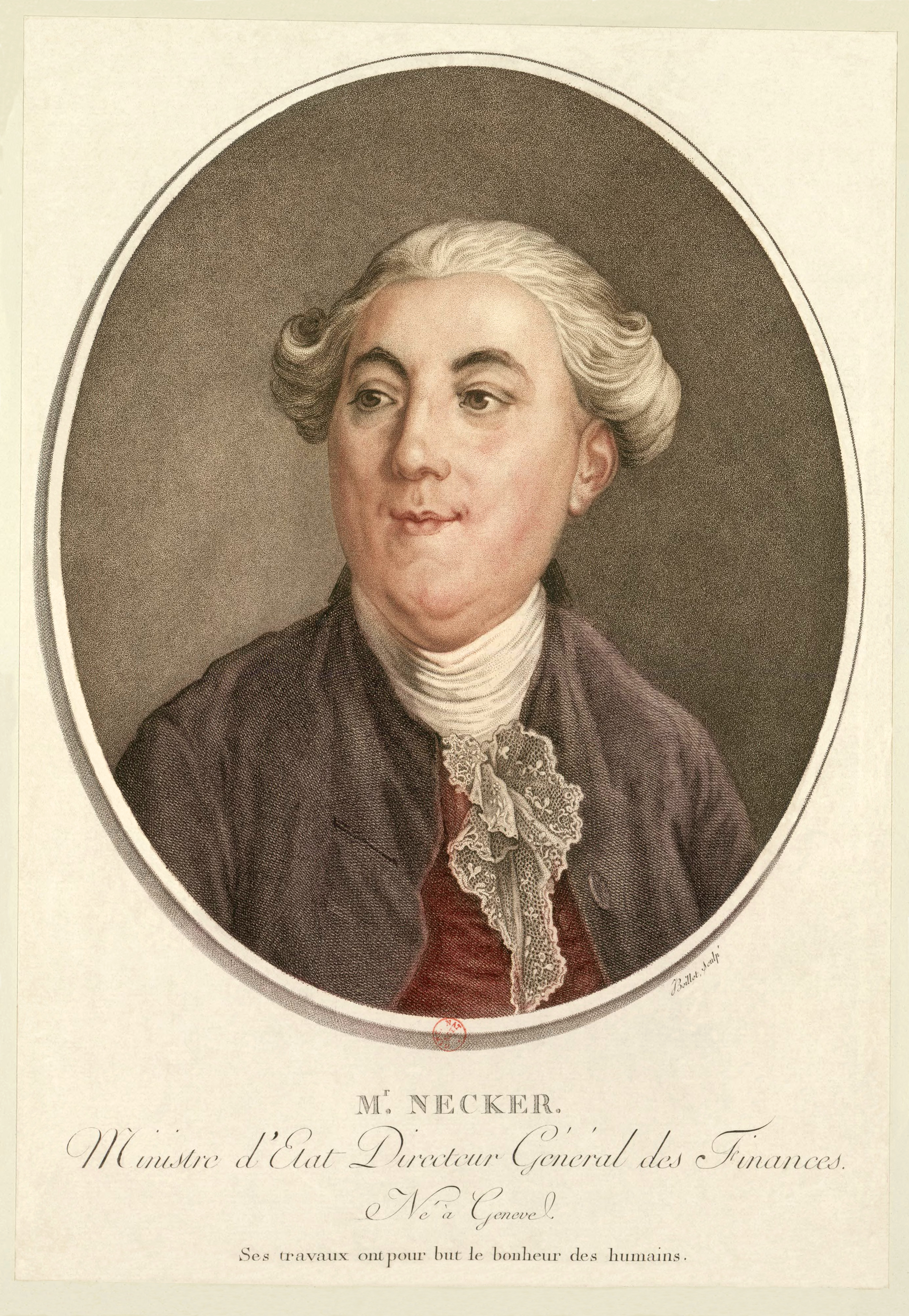
Jacques Necker (1732-1804).

En même temps, se dessinent les caractères d'une journée révolutionnaire : le peuple se réclame du tiers état et lance des slogans nouveaux tels que « Liberté ». À dix jours de l’ouverture des états généraux, les Parisiens et Parisiennes les plus pauvres, s'impatientent et entendent exprimer, par la force, leurs revendications. De ce point de vue, ces journées sont les premiers soulèvements populaires de la Révolution.
Les « émotions » populaires furent nombreuses au cours de l'année 1789. L'année 1788 avait été très mauvaise pour les cultures, les rendements inférieurs très souvent de plus de 50% à la normale et dès la fin de l'hiver les premières difficultés d’approvisionnement se firent sentir. Le prix du pain s'envola et l'alarme du peuple sur ses subsistances coïncida avec la convocation des états généraux.
Les mesures prises par Necker, notamment pour assurer la libre circulation des grains aux fins de faciliter l'approvisionnement des régions déficitaires, provoquèrent dès le printemps en Flandres de nombreux soulèvements populaires où les femmes, particulièrement sensibilisées à la dérive des prix du pain, prirent toute leur part. Le peuple pilla les maisons des échevins et des marchands les plus détestés, à Dunkerque à la fin juillet le peuple taxe le blé à 30 livres la rasière et quelques jours plus tard la municipalité est contrainte de légaliser cette taxe.
Les mêmes incidents son relevés en Champagne et dans l'Eure où après le 14 juillet, les bureaux des impositions furent saccagés et les manifestants obligèrent les autorités à taxer le pain et le grain à un cours inférieur de moitié de leur valeur de marché.

#### Le don patriotique du 7 septembre 1789

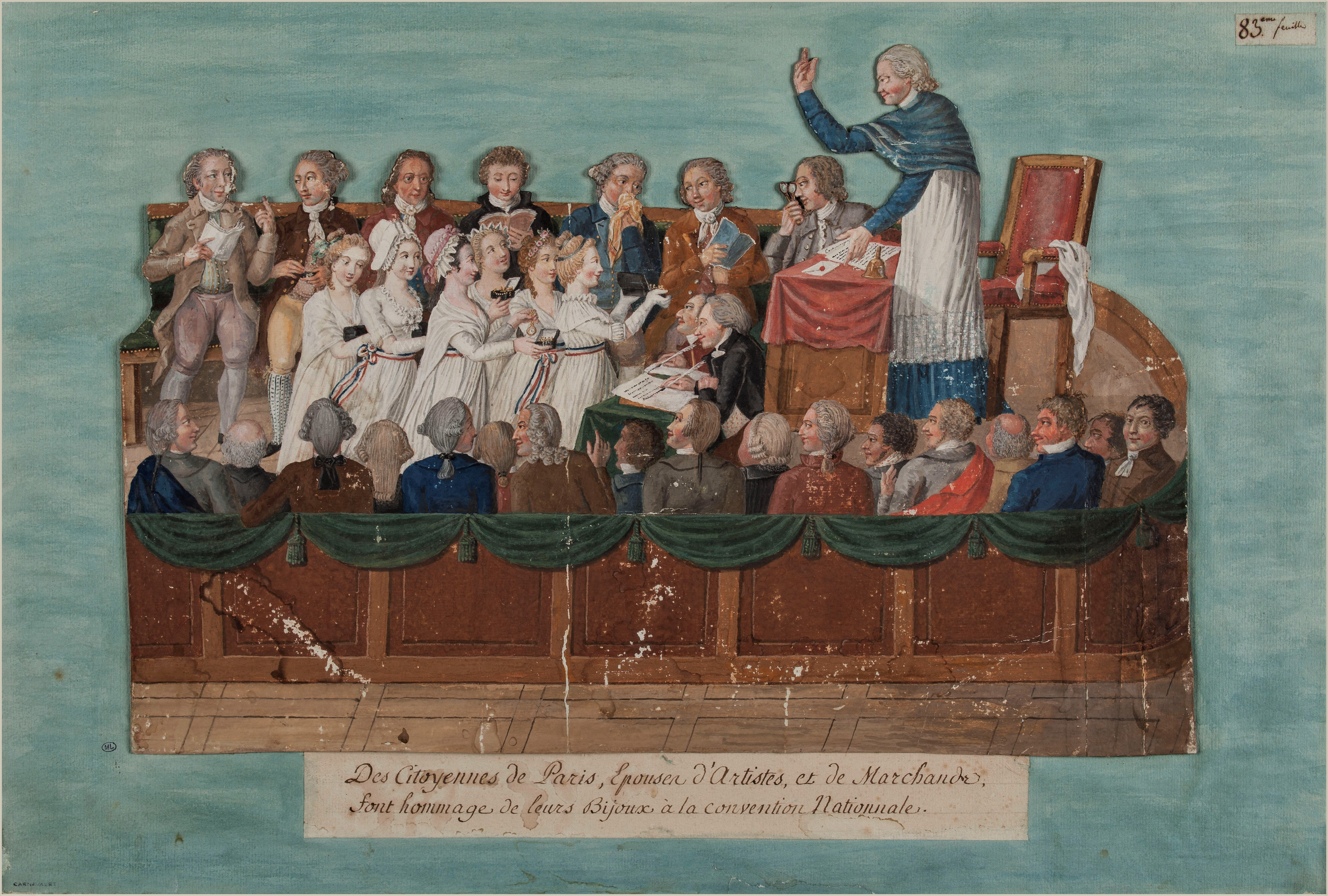

Le 7 septembre 1789 l'épouse du peintre David accompagne une délégation de femmes et de filles d'artistes venues à l'Assemblée Nationale offrir leurs bijoux à la Patrie.
Cette manifestation, oubliée de nos jours, a suscité de très nombreux commentaires dont une iconographie très abondante témoigne encore aujourd'hui.
Le périodique Révolution de Paris en fait ainsi le rapport « On annonce ces patriciennes modernes; elles paraissent vêtues de blanc, une cocarde nationale sur le sein; l'une d'elles, fort jeune et infiniment jolie, portait une cassette; la décence, les grâces, la timidité que leur inspirait une si imposante assemblée, les rendant plus intéressantes encore. »
Des scènes de liesse marquèrent leur retour sur Paris, accompagnées d'une foule de citoyens qui portaient des flambeaux et tenaient les portières.
C'est un homme qui parle en leur nom, sans que l'on en sache très bien la raison, le compte rendu de la séance indique seulement après leur installation que M. Bouche, député du tiers état d'Aix en Provence, est l'organe des citoyennes qui composent la députation et il lit, en leur nom, le discours qu'elles ont préparé.
Cette initiative, suscita un mouvement profond, qui déstabilisa l'Assemblée, chaque séance apportait son lot de donateurs. On fit ouvrir un registre pour y inscrire les noms des donateurs mais aussi pour couper court aux discours qui réduisaient d'autant le temps consacré au débat.
Rapidement deux sociétés de femme s'organisent autour de leurs métiers, d'une part la société des femmes artistes, de l'autre la société des femmes orfèvres. Le 21 septembre la corporation des lingères invite tous ses membres à apporter leurs dons au bureau de la communauté. Pour les communautés professionnelles moins structurées par les femmes, il fallait une autre base pour poursuivre l'action. Une motion anonyme propose de retenir le statut professionnel du mari. Plusieurs associations demandent à l'Assemblée de décider que l'argent ainsi récolté ne puisse être utilisé pour l'acquit de la dette publique qu'après que la Constitution ait été votée et sanctionnée. Ce renvoi en bas de page finale de la motion rappelle aux députés le sens politique de ces offrandes qui ne peuvent être gaspillées et dont la Constitution devait assurer le bon usage.
Les journaux ont tenu sur ces événements un discours consensuel et convenu, toutefois, à l'image de Mirabeau, dans le Courrier de Provence, certains commentaires ne sont pas exempt de connotations misogynes refusant aux femmes, sur le ton de la raillerie, toute transformation de leurs conditions.
Les députés, au travers de leur correspondance n'ont pas sur l’événement un regard ou une opinion bien claire. Il semble bien qu'il ait laissé la grande majorité indifférente. Michel Maupetit, député du Maine est un des rares à s'exprimer et fait part du malaise qu'il a ressenti à la suite des plaisanteries de mauvais goût de ses proches collègues. Augustin Robespierre, qui était dans les tribunes fait état dans une correspondance des mêmes remarques « Cette offrande a été reçue différemment; les uns l'ont regardée comme une farce, les autres comme l'effet d'un patriotisme raisonné ».
Pourquoi alors avoir accepté cette délégation de femmes à l'Assemblée nationale ? Pour satisfaire à la « politesse française » dira le président évêque de Langres.
Christine Fauré en tire comme conclusion « Les constituants, en applaudissant la délégation féminine, ont accompli une sorte de rituel avantageux qui les faisait figurer au palmarès des nations civilisées. Mais l'urbanité à la française ne les conduisait pas à concevoir un partage de la vie publique entre hommes et femmes, d'où la réserve de leurs commentaires. » .

#### La journée du 5 octobre 1789

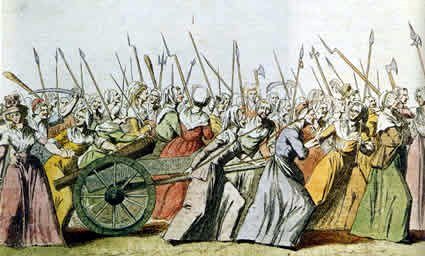
Les femmes marchant sur Versailles, le 5 octobre 1789.

Initialement, la journée du 5 octobre débute par un rassemblement sur la place de Grève, devant l'hôtel de ville de Paris, pour interpeller la Commune, notamment sur une disette de pain qui touche la capitale. L’Hôtel de Ville est d’ailleurs envahi jusqu’à l’arrivée de la Garde nationale parisienne, menée par La Fayette. Puis un appel est lancé afin de faire part de ces revendications directement auprès du roi et de l'Assemblée constituante. C’est ainsi qu’une foule de plusieurs milliers de personnes, majoritairement composée de femmes, se met en marche vers Versailles. Elles sont suivies par d'autres groupes armés, puis plusieurs heures plus tard, par 15 000 à 20 000 hommes de la Garde nationale. Les femmes se rendent à Versailles pour réclamer du pain, le renvoi des troupes qui avaient été appelées auprès du roi et le châtiment de tous ceux qui avaient outragé la cocarde tricolore.
Lorsque la Garde Nationale arrive à Versailles une partie des troupes fait cause commune avec l'insurrection. Le roi cède sur toutes les revendications.
Mais à 6 heures le lendemain matin, l'émeute reprend et le palais est envahi. Lafayette intervient rétabli l'ordre, le roi apparaît au balcon est chaleureusement applaudi. Tout semble apaisé, quand dans la foule retentit un cri « Le Roi à Paris », il cède une fois de plus, le jour même il rentre à Paris, la carrosse royal entouré par la foule, pour s'installer aux Tuileries.
Dix jours plus tard, l'Assemblée, qui subit elle aussi la loi des émeutiers, se déclare inséparable de la personne du Roi et s'installe également à Paris.

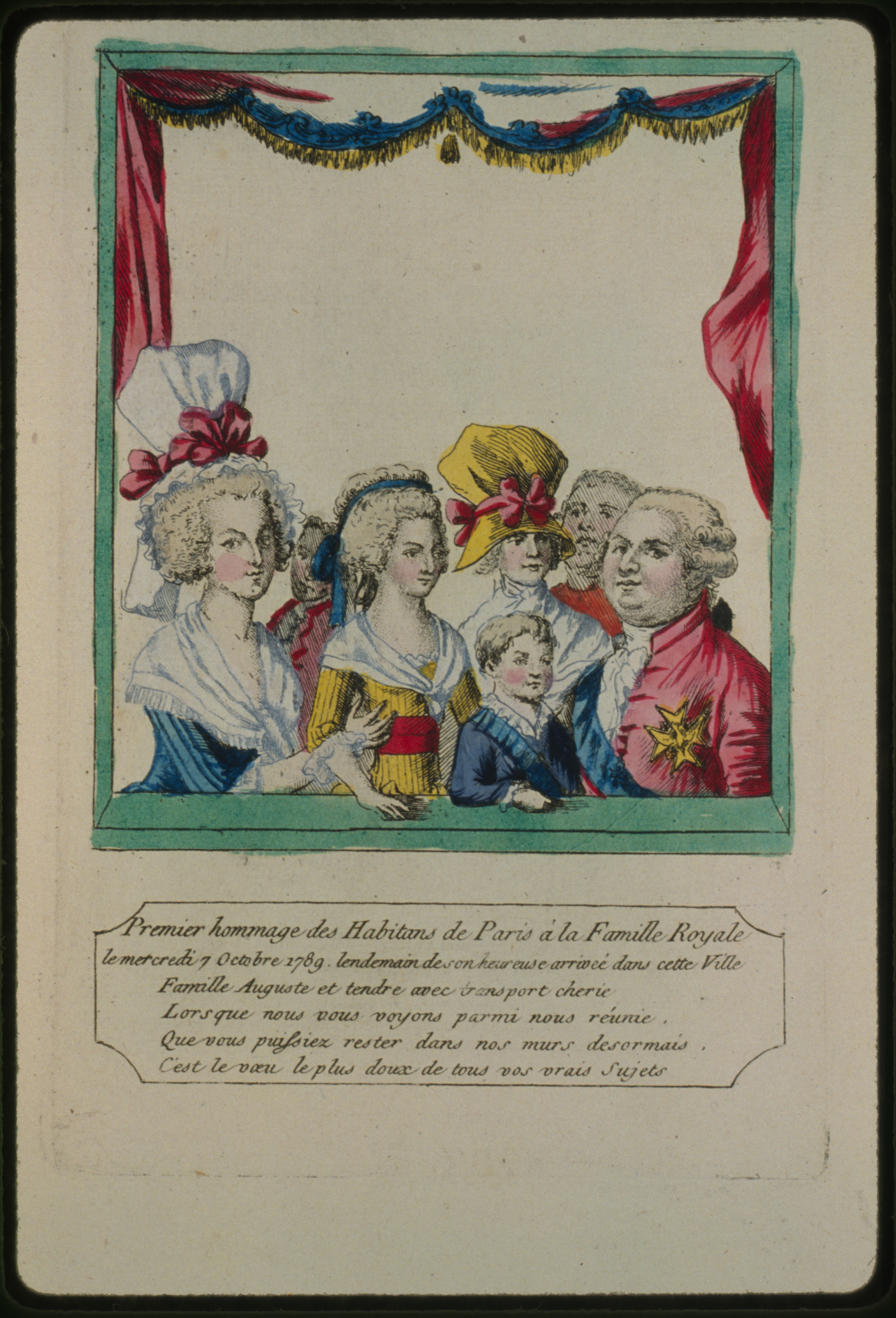
Hommage des Parisiens à la famille royale (7 octobre 1789).

Tous les historiens s'accordent sur ce déroulement des faits à quelques nuances près. C'est sur leur interprétation que les analyses divergent. L'origine de l'émeute en premier lieu : Comment une émeute, a priori pour le prix du pain, débouche-t-elle sur une démarche éminemment politique, plaçant le roi sous la garde du peuple et de ses représentants ; mais aussi le caractère spontané ou non de l’événement et le rôle des différents acteurs.
À l'issue d'une étude serrée des événements et leur contexte Albert Mathiez conclut que l'émeute des 5 et 6 octobre est tout sauf une émeute strictement frumentaire et spontanée. Il souligne le rôle de la presse, c'est elle, selon lui, qui crée les conditions de l'émeute et la rend possible mais plus encore lui donne sa physionomie propre.
Le Roi à Paris, ce cri du 6 mai au matin, n'est pas l'effet d'une inspiration subite et il rappelle que le 4 au soir, les femmes réunies au Palais Royal disaient tout haut qu'elles iraient le lendemain chercher le Roi et qu'elles le ramèneraient au Louvre.
Le 5 au soir la députation de femmes reçue par le Roi ne demande que du pain et la sanction des gardes qui avaient outragés la cocarde nationale. Le rapport de force n'est pas encore établi.
Mais dès que Lafayette, sous la contrainte de ses hommes, se rallie au mouvement, il lui donne un caractère de légalité et cette décision pesa de tout son poids dans celle des ministres et du Roi.
Le 5 et le 6 octobre, les femmes de toutes conditions, font une entrée fracassante dans la vie politique. La Constituante en profita pleinement en ayant après ce transfert une action de plus en plus contraignante sur le gouvernement et les ministres. « Si le pain eut été bon marché, l'intervention brutale du peuple, qui était indispensable pour assurer la chute de l'Ancien Régime, ne se fût peut-être pas produite et la bourgeoisie eût moins aisément triomphé » et le rôle des femmes aura été déterminant dans cet événement. Comme l'écrira Michelet « Les hommes ont pris la Bastille, et les femmes ont pris le roi  »

### L'année 1790
Elle n'amène aucun changement notable, en mars une délégation de femmes bretonnes originaires de Lannion constate avec amertume qu'on ne dit pas un seul mot des femmes dans la Constitution, à la suite d'un débat confus la proposition tendant à admettre les femmes à la prestation du serment civique est ajournée, en dépit des interventions de Charles Voidel et Charles-François Bouche.
Apparaissent toutefois les premières sociétés admettant des membres des deux sexes. Durant la Période 1790-1791, un grand nombre de Clubs ou Sociétés de femmes furent créés, particulièrement en province. Ces clubs sont organisés de la même manière que ceux des hommes. Des correspondances entre différents groupes (par exemple, Ruffec-Bordeaux) sont établies, un projet de « Confédération nationale des femmes françaises patriotes » fut proposé à Dijon et à Cusset en Septembre 1792. S’ils sont dans les premiers temps composés en majorité de femmes issues de la bourgeoisie, leur population tend à se diversifier, et leur position à se radicaliser, en même temps que le mouvement révolutionnaire dans le courant de l’année 1792.
En janvier 1790 Theroigne de Mericourt avait créée l’éphémère Société des amis de la loi qui ne survivra pas après le mois de mars en raison des conflits entre les membres qui désertent le club pour adhérer au club des Cordeliers. En mars 1790 est créée la Société Fraternelle des patriotes de l'un et l'autre sexe par l'instituteur Claude Dansart, un grand nombre de femmes militantes se retrouveront dans ce club, Etta Palm d'Aelders, Françoise Goupil épouse de Jacques-René Hébert, Louise-Félicité de Kéralio, Pauline Léon, Anne-Josèphe Théroigne de Méricourt, Manon Roland.
C'est sur le terrain de la famille que les choses commencent à évoluer et que sont posées les premières limitations à l'autorité paternelle. L'article 6 du décret du 16 mars 1790 supprime la pratique des lettres de cachet par lesquelles un père pouvait obtenir un ordre d'internement pour un enfant indiscipliné ou prodigue.
De même des bornes sont mises aux abus d'autorité paternelle par la mise en place des tribunaux de famille (titre X de la loi des 16 et 24 août 1790) et des progrès significatifs sont faits dans les règles touchant à la majorité et au libre choix du conjoint.
Par contre dans les rapports entre époux, rien ne change et la femme est encore loin d'avoir acquis sa liberté.

## De la chute de la Royauté à celle des Girondins (août 1792 - juin 1793)

### La déclaration des droits de la Femme

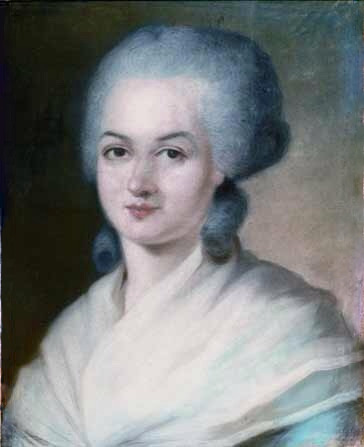
Olympe de Gouges (1758-1793).

C'est dans le contexte très tendu qu'Olympe de Gouges publie sa Déclaration des Droits de la Femme..
En juin la loi Le Chapelier avait interdit les coalitions et les grèves. Après la fuite manquée du Roi et de sa famille, le roi est considéré comme un traître, les symboles de la royauté sont détruits ou enlevés, des voix s'élèvent pour réclamer sa destitution et son procès alors que la majorité de la Constituante s'attache à minimiser l’événement pour ne pas remettre en cause son projet de monarchie constitutionnelle.
Le 16 juillet le roi est rétabli dans ses fonctions, le 17 une foule nombreuse se presse au Champ de Mars pour signer une pétition, sur ordre de l’assemblée, la municipalité envoie la garde nationale pour rétablir l'ordre, dans des conditions confuses la garde ouvre le feu semant la panique dans la foule.
Le 13 septembre le Roi approuve la Constitution au moment où Olympe de Gouges met sous presse son texte. Pour donner autorité à son texte elle l'adresse à la Reine, mais évite ce faisant une adresse directe à l’Assemblée dont elle ne peut ignorer l’indifférence, voire l'hostilité à toute évolution de la plupart de ses membres.
Il ne s'agit pas seulement dans la Déclaration de réintroduire la Femme au côté de l'Homme. Les sexes doivent être confondus et coopérer, dans un ensemble harmonieux à l'administration de la nature, écrit-elle dans l'adresse préliminaire à l'Homme : « L'homme seul s'est fagoté un principe de cette exception [...] il veut commander en despote sur un sexe qui a reçu toutes les facultés intellectuelles »
Au fil des articles elle dénonce la condition des femmes revenant dans l'article XI sur la déclaration de paternité, affirmant que l'égalité des devoirs doit s'accompagner de l'égalité des droits. Ce n'est pas sans risque et elle le mesure, c'est le sens que donne Christine Fauré à l'article 10 « Nul ne doit être inquiété pour ses opinions même fondamentales. La femme à le droit de monter sur l’échafaud, elle doit avoir également celui de monter à la tribune pourvu que ces manifestations ne troublent pas l'ordre public établi par la loi »
Dans le contexte de sa parution, il ne semble pas que cette déclaration ait eu un écho quelconque. Il faut attendre 1840 pour que quelques extraits de cette Déclaration soient publiés, et l'intégralité du texte ne l'a été qu'en 1986, par Benoîte Groult.

### Le droit de pétition
Déjà l'article 62 du décret du 14 décembre 1789 prévoyait : « Les citoyens actifs ont le droit de se réunir, paisiblement et sans armes, en assemblées particulières, pour rédiger des adresses et des pétitions soit au corps municipal, soit aux administrations des départements et des districts, soit au corps législatif, soit au roi ».
C'est une création de la Révolution, l'Ancien Régime ne connaissait que le placet individuel, mais ce droit va connaitre très rapidement plusieurs restrictions en 1792.
Il est d'abord décidé qu'il ne pourra être exercé en nom collectif. En septembre 1792 la Convention nouvellement élue décide de restreindre la venue des pétitionnaires à la barre d'abord par le renvoi aux comités concernés, puis en octobre par le passage obligé devant le comité de correspondances. Au travers des archives parlementaires, les pétitions des femmes sont peu nombreuses. Le plus souvent elles sont présentées par un des membres de l'assemblée et ont un caractère individuel, il s'agit généralement de demandes de secours.
On peut toutefois citer lors de la séance du 11 mars 1790, la venue à la barre de la demoiselle Marie-Louise Jouet qui, dans un discours grandiloquent à la gloire de l'assemblée, prête le serment civique à la nation.
Les pétitions collectives des femmes sont rares, dans son livre sur Les Tricoteuses Dominique Godineau ne fait état que d'une seule pétition collective du 2 avril 1792 où les fileuses des Jacobins réclament leurs salaires dans une pétition adressée au Maire de Paris.
Mais toutefois à partir de septembre 1792, la crise s'aggrave inflation de l'assignat, hausse des prix, crises économiques conduisent certaines femmes à écouter et être particulièrement sensibles au discours que tient Jacques Roux membre de la section des Gravilliers, vicaire constitutionnel de Saint Nicolas des Champs, l'une des paroisses les plus pauvres de Paris. Ses prises de position généreuses, ses discours de plus en plus appuyés contre les émigrés, les tyrans et surtout les agioteurs et les accapareurs de denrées trouvent un écho certain auprès des sans-culottes femmes. Il sera un des premiers féministes et acquerra auprès d'elles une aura certaine. Ses brochures et ses prêches patriotiques ont de plus en plus d'audience, d'autant que son programme revendicatif exposé à la section de l’Observatoire avait connu une très large diffusion. Mais les pétitions collectives ne prendront corps qu'en février 1793.
Le 24 février une députation des blanchisseuses se présente à la barre, elle se plaint de la cherté excessive des denrées alimentaires, mais aussi du prix exorbitant du savon et demandent la peine de mort contre les accapareurs et les agioteurs. A peine le président de séance leur à t-il opposé une fin de non-recevoir, qu'une nouvelle délégation, de la Société Fraternelle se présente. Liant la question des subsistances à la levée de 300 000 hommes pour renforcer les armées, elle donne encore plus de légitimité à la réclamation d'une taxation du prix des denrées. Le lendemain, des groupes de femmes, rejointes par des hommes, se présentèrent dans les épiceries et se firent livrer par force, le savon, le sucre, la chandelle, la soude, aux prix qu'elles avaient fixés. Les épiciers qui résistèrent aux taxations furent pillés. Jacques Roux, à la tribune de la commune justifia cette action des femmes « Je pense, au surplus, que les épiciers n'ont fait que restituer au peuple ce qu'ils lui faisaient payer beaucoup trop cher depuis longtemps »
Moins de deux mois plus tard les Montagnards soutiennent les mesures réclamées par les femmes et les Girondins sont contraints d'y souscrire. En mars sont institués le Tribunal Révolutionnaire et les Comités de surveillance, le 11 avril est imposé le cours forcé des assignats, Le 24 avril Robespierre propose d'ajouter à la déclaration des droits de l'homme quatre articles qui restreignent le Droit de Propriété. Le maximum fait l'objet d'une âpre discussion entre le 24 avril et 5 mai, date à laquelle il sera adopté. Mais cette décision avait été précédée d'une députation des femmes de Versailles à la Convention qui, devant les atermoiements de l'assemblée, refusa de quitter la salle. En définitive, après leur départ, difficilement obtenu, les débats reprirent dans le calme et le maximum fut voté dans la séance du 4 mai.
Si après bien des hésitations et pour des raisons plus politiques que par conviction sur leur efficacité économique, les Montagnards se rangent aux exigences du peuple et contraignent les Girondins à céder, ce sont les femmes qui sont à l'origine de cette inflexion.

### Les femmes soldats

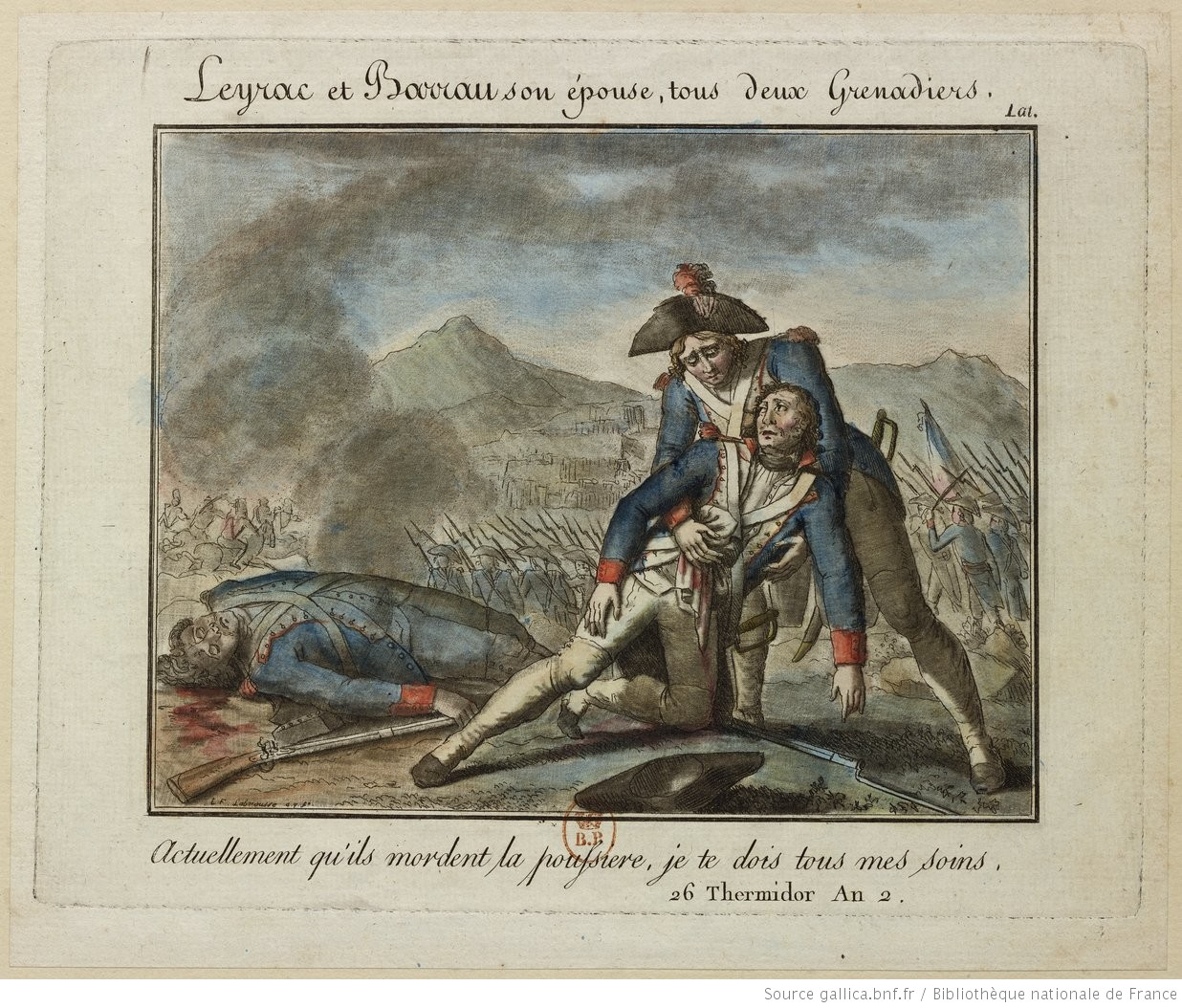
Couple de grenadiers, l'épouse secourant son mari blessé (26 thermidor An II).

Mourir pour la Patrie est le sacrifice ultime du citoyen, c'est aussi une obligation pour lui que de servir et de répondre aux conscriptions. Mais le citoyen s'entend, selon la terminologie de Sieyes, comme le citoyen actif. En théorie les femmes n'ont donc, ni le droit de servir, ni le droit de porter les armes.
Cependant le 6 mars 1792 une délégation de citoyennes de Paris demande à l'Assemblée des armes au nom de leur patriotisme, de la déclaration des Droits de l'Homme et de l'action des femmes dans les journées des 5 et 6 octobre 1789. Avant cette date, le 27 du mois précédent, cette adresse « Pour être armées, de piques, de pistolets, de sabre et même de fusils et exercées le dimanche au champ de la Fédération, par les ci-devant gardes françaises. » avait été débattue à la Société fraternelle des Minimes.
Mais les députés dénient aux femmes le droit de se défendre « Gardons-nous de d'intervertir l'ordre de la nature ; elle n'a point destiné les femmes à donner la mort ». Toutefois, le président ordonne l'impression et inscrit la pétition au procès-verbal de séance avec la mention honorable.
Ce n'est que le 30 avril 1793 qu'un décret prononce l'éviction de toutes les femmes de l'armée combattante « article 11 - Les femmes qui servent dans les armées sont exclues du service militaire. Il leur sera donné un passeport et 5 sous par lieu pour rejoindre leur domicile ».
Seules les vivandières et les blanchisseuses sont autorisées à demeurer dans l'armée.
Cette exclusion touche Catherine Pochetat qui s’enrôlât dans la compagnie des canonniers des Enfants Rouges le 2 août 1792 et fut incorporée au bataillon de Saint Denis. Canonnière émérite, elle se distingue particulièrement notamment à la Bataille de Jemappes ou elle apportât une aide décisive au 71 régiment du Vivarais pour repousser le régiment des dragons de Cobourg.
Elle est promue sous-lieutenant d'infanterie dans la légion des Ardennes et conduit au combat une section lors de la bataille de Liège. Elle est blessée à Aix-la-Chapelle. Elle avait, le 8 décembre 1792, reçu le témoignage élogieux du général Dampierre sur son comportement face à l'ennemi.
Elle est néanmoins congédiée et dépose une pétition écrite qui est présentée à la Convention par Le Carpentier, député de la Manche et membre du comité de la Guerre. Elle demande l'autorisation de continuer son service à l'armée.
Le rapporteur précise :
« Votre comité ne dissimule pas que s'il avait pu franchir les bornes que vous avez posées il aurait cédé aux sentiments sublimes qui animent la citoyenne Pochetat » et il propose un décret lui accordant une somme de 400 livres. La Convention va plus loin, elle reconnait et rappelle ses faits d'armes, dit qu'elle a bien mérité de la patrie et lui octroie une pension annuelle de 300 livres à compter de premier juin, mais ne fait pas droit à sa demande de réintégration dans le service armé.

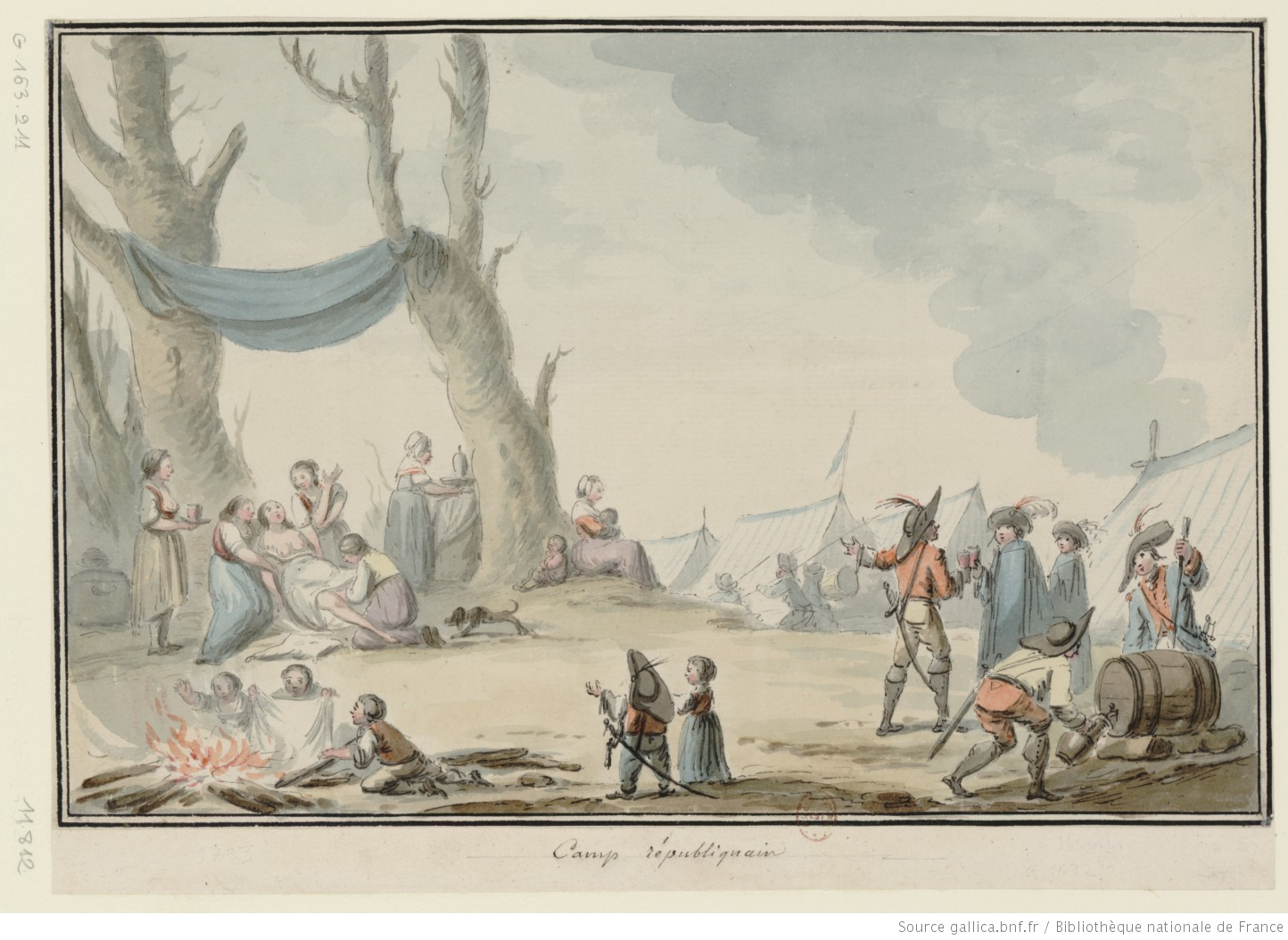
Camp militaire en 1793 (dessin de Béricourt).

Cet exemple particulier est révélateur de la volonté de la Constituante d'écarter les femmes de la défense de la patrie et par voie de conséquences de l’exercice de la citoyenneté.
Les différents travaux de recherches historiques ont dénombré 80 femmes soldats dans les diverses archives parlementaires, militaires, policières. C'est un chiffre minimum, elles furent certainement plus nombreuses.
Pas nécessairement combattantes les femmes étaient très présentes aux armées, blanchisseuses, vivandières, prostituées aussi, mais également femmes de soldats ou d'officiers accompagnant les hommes sur le front, y compris avec leur famille.

### Leur rôle dans les journées des 30 mai au 2 juin

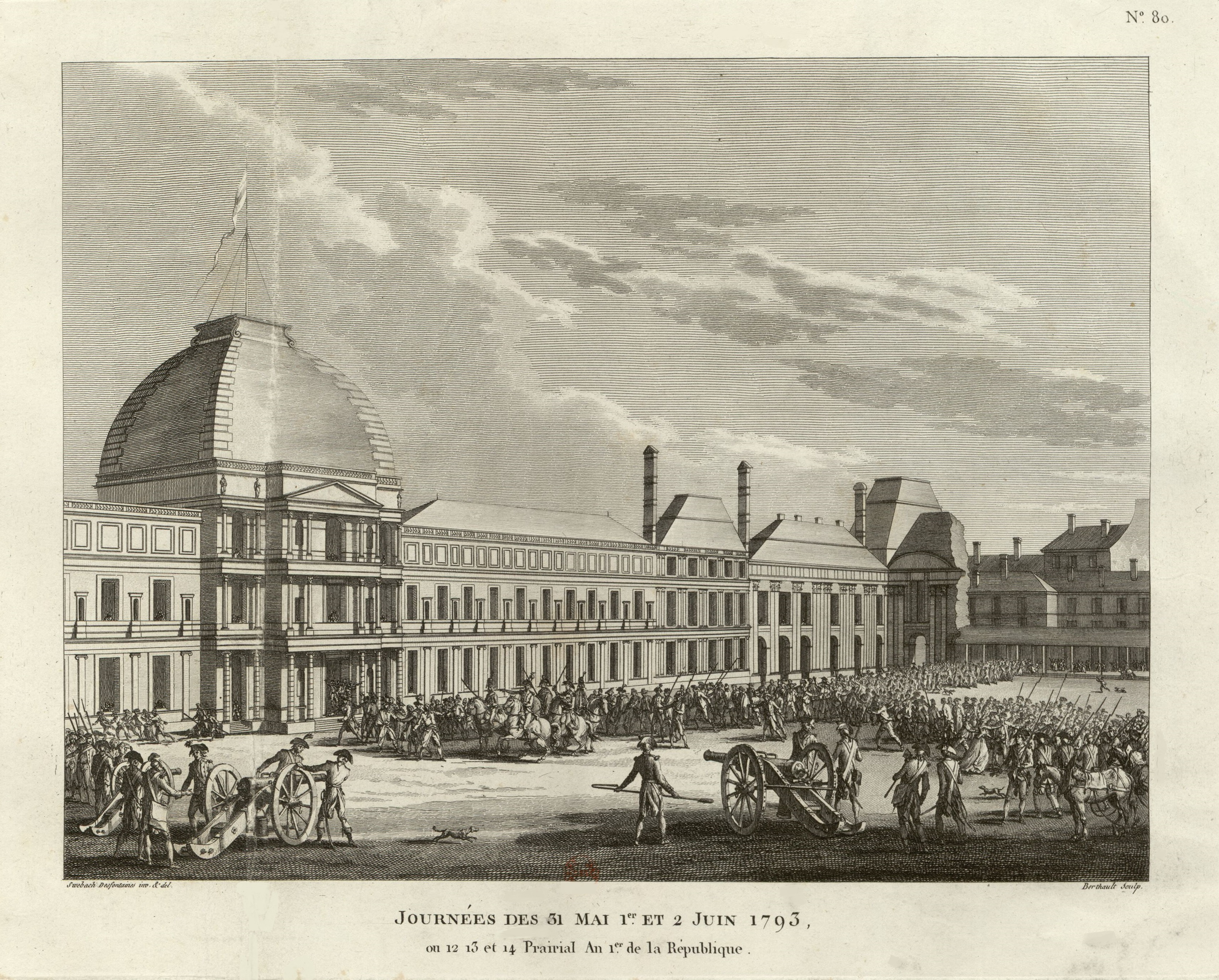

Durant tout le printemps de 1793, les sans-culottes féminines sont très actives. Début mai, les observateurs de police s’intéressent à ces femmes qui prêchent la révolte devant la convention et l'insurrection contre les Girondins. Déjà, entre février et mai, Pauline Léon réunissait plus ou moins régulièrement des femmes militantes, le 10 mai elle officialise cette Société des Citoyennes Républicaines Révolutionnaires qui jouera un rôle actif pour provoquer la chute des Girondins. Mais au-delà de cette société, c'est un très grand nombre de femmes patriotes qui dans la rue, dans les sections, à la Convention, prennent des initiatives ou soutiennent les actions des sans-culottes.
Les femmes montent la garde devant les portes des tribunes de l'Assemblée et empêchent les porteurs de cartes ou d’invitation d'y pénétrer. C'est ainsi que le 15 mai Théroigne de Méricourt est violemment fouettée par les Citoyennes Républicaines qui la traitent de Girondine, elle ne doit son salut qu'à l'intervention de Marat. Cet épisode marque la fin de sa carrière politique, arrêtée peu après, elle sera internée pour cause de folie à la Salpêtrière.
Si les discours de Jacques Roux sur les accapareurs et les agioteurs et plus globalement la question récurrente des subsistances ne sont pas étrangers à cette mobilisation des femmes parisiennes, il reste que les femmes, et pas simplement celles regroupées dans des sociétés militantes, ont joué un rôle décisif dans la chute des Girondins. « Elles ont occupé le terrain de l'action militante et préparé par la même les journées insurrectionnelles des 30 mai et 2 juin »

## Citoyennes de la Terreur au 9 Thermidor

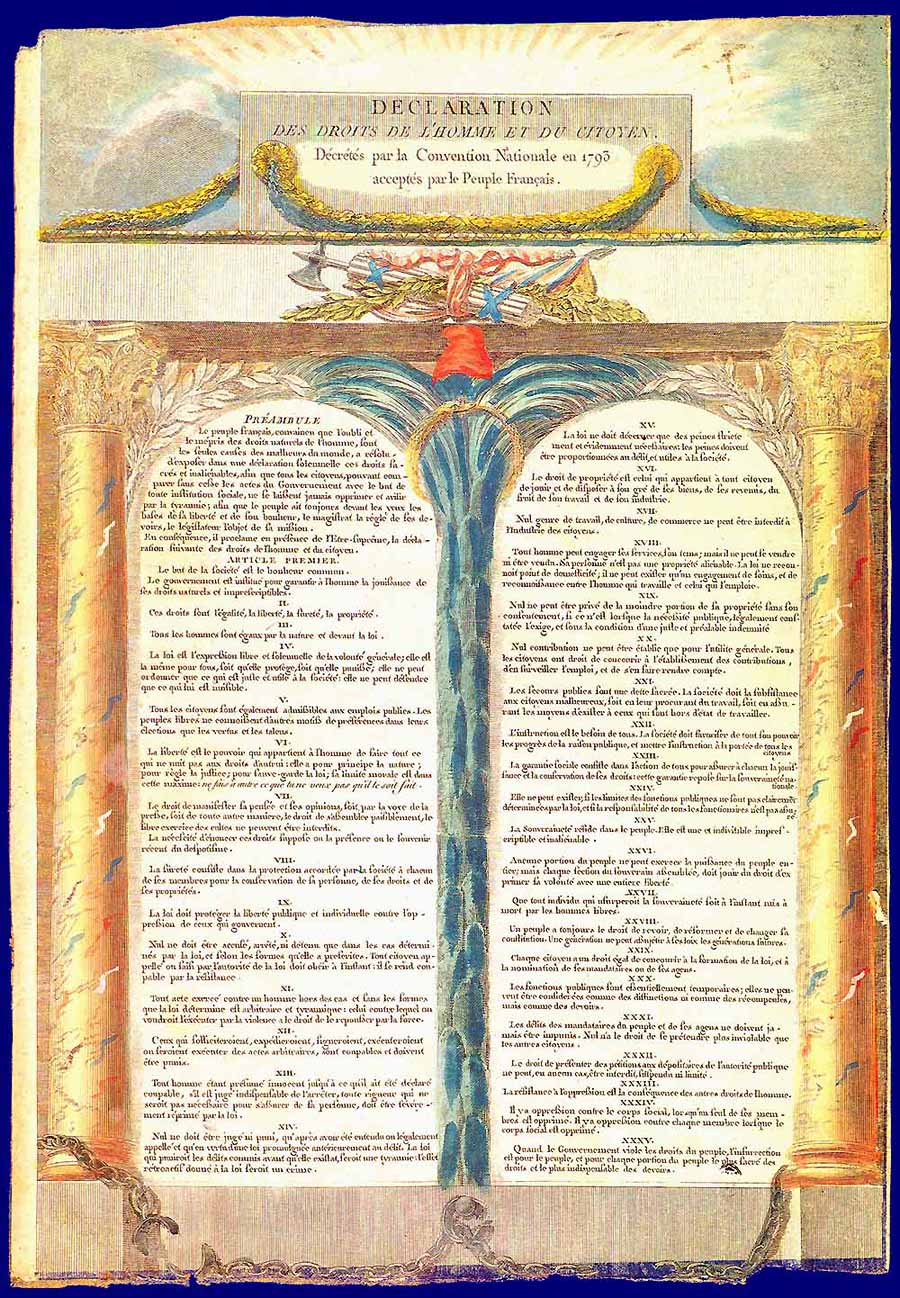
Constitution du 24 juin 1793.

### L'adoption de la Constitution
Après l'adoption de la constitution le 24 juin le texte fut soumis au référendum. Les femmes, exclues du droit de vote, refusèrent massivement d’être également exclues de la Nation et votèrent avec eux lors des votes par acclamations, ou organisèrent un scrutin nominatif particulier dans de nombreuses sections quand il y avait un vote avec appel nominal. Le plus souvent elles prêtèrent serment en même temps qu'eux.
Lorsque dans les jours suivant les différentes sections désignèrent des délégations pour faire part à la Convention de leur vote et féliciter les parlementaires pour leur action, les femmes les accompagnaient.
Intervenant directement ou par l'intermédiaire de leur orateur, elles marquent leur adhésion à la Déclaration des droits de l'homme et à la Constitution. Parfois même elles jurent d'élever leurs enfants dans les principes de la liberté et de l'égalité, de n'épouser que de vrais républicains ou de mourir.
D'autres femmes se présentent seules ou en groupe particulier, derrière les félicitations et l'approbation de la constitution perce parfois des demandes particulières sur la prompte organisation d'une éducation nationale, la taxation et une loi sévère contre les accapareurs.
La province n'est pas en reste, de Besançon à Casteljaloux, de Muret à Clermont-Ferrand, de Nancy à Beaumont (Dordogne) les sociétés féminines se mobilisent contre le fédéralisme à l'occasion de leur acceptation de la Constitution.
Dans son ouvrage Citoyennes Tricoteuses Dominique Godineau donne de nombreux exemples référencés mais ne relève que « Deux femmes et trois clubs qui demandent que leur sexe soit compris dans le corps politique ». C'est peu mais comme elle le fait remarquer cette vague féminine, en approuvant la Constitution alors qu'on ne leur a rien demandé, va transformer un acte privé, l'adhésion à la Constitution par un individu exclu du droit politique, en un acte public dont les auteurs, des citoyennes, s'inscrivent dans le corps politique « Ces adresses [...] marquent leur volonté de s'intégrer dans le Souverain, d'exercer la souveraineté populaire en dépit de leur exclusion légale du corps électoral »

### Les Enragé[e]s

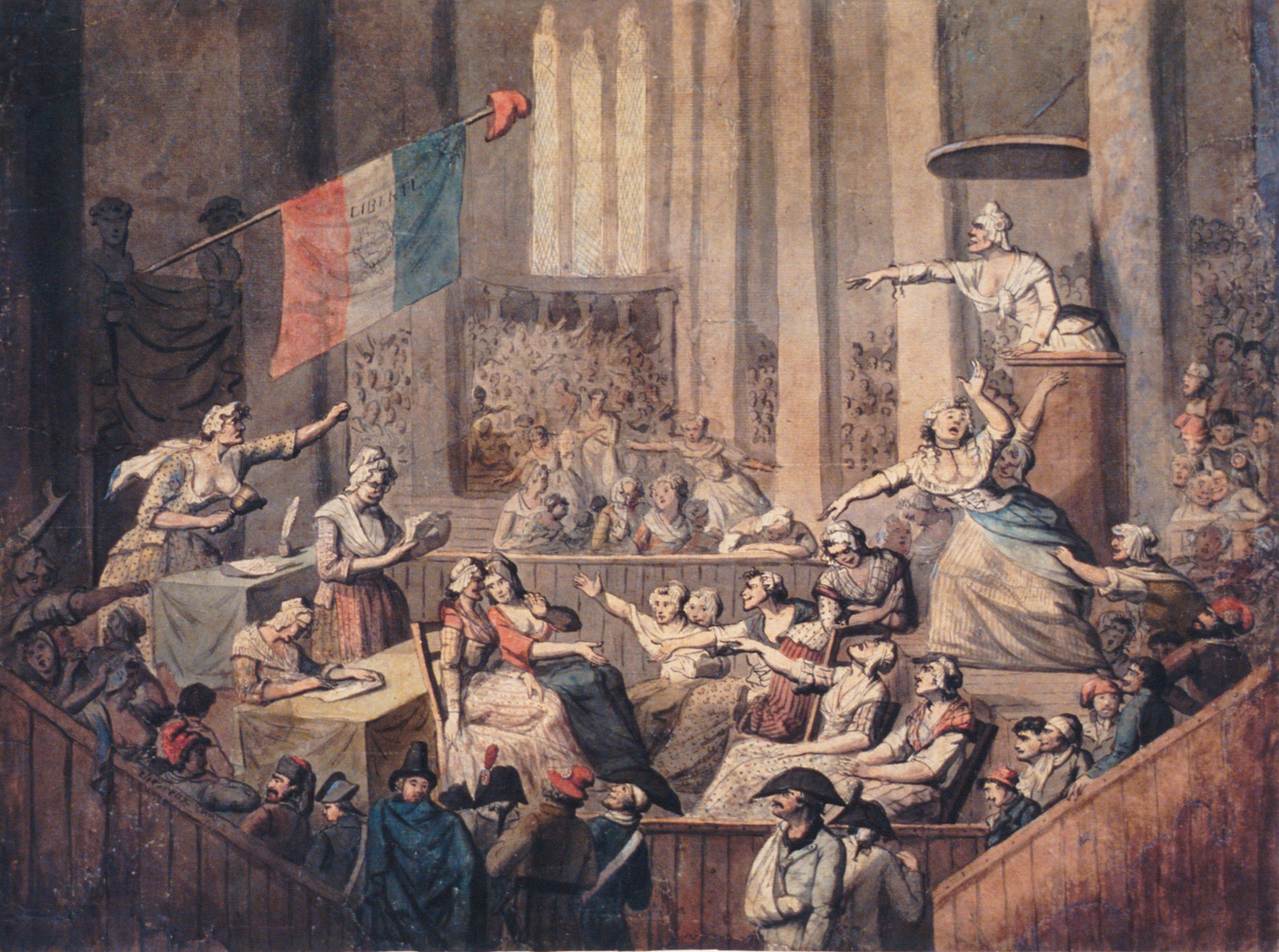
Réunion de la Société des Républicaines révolutionnaires dans l'église des Jacobins.

Les Enragés constituent une mouvance regroupant plusieurs individus et une société de femmes républicaines proche des Sans-culottes, sans liens structurés entre eux, dont on peut dire qu'ils deviendront les porte-paroles et même les idéologues des sections les plus populaires des Gravilliers et des Batignolles et du mouvement des Sans-culottes féminin. Jacques Roux en est la figure la plus emblématique.
« Enragés » est, dès l'origine, un terme méprisant que l'on trouve sous la plume de Brissot dans Le Patriote Français : « Le caractère de ses enragés est de porter à l’excès leur doctrine populaire. [...] Enragés faux amis du peuple, ennemis de la Constitution » Il est vrai qu'ils occupaient un créneau revendicatif plus radical encore que celui des Hébertistes qui n'auront de cesse de les éliminer du jeu politique
Même si après les journées des 30 mai et 2 juin, ils prennent de l'importance et se soutiennent mutuellement dans leurs revendications de plus en plus violentes, même s'ils se brouillent tous en même temps avec la Commune, cette convergence ne peut à elle seule faire des Enragés une faction coordonnée dans ses actes et ses déclarations.
Les trois hommes nouent des liens avec la Société des républicaines révolutionnaires animée par Pauline Léon et Claire Lacombe. Mais, quand bien même Pauline Léon épouse Theophile Leclerc, le soutien qu'elles apportent aux trois « enragés » est à géométrie variable et à aucun moment les deux mouvances n'organiseront de réunions pour mettre en œuvre des actions en communes. En tout état de cause aucune d'elles ne soutiendra plus Jacques Roux après sa virulente adresse à la Convention du 25 juin. Elles joueront toutes un rôle de premier plan dans la dramaturgie orchestrée par David lors des funérailles de Marat.

#### Les événements de septembre
Les Citoyennes Révolutionnaires sont présentes dans la crise du début septembre et accompagnent la délégation des sections reçue le 5 septembre à la Convention. Elles militent activement pour la création d'une armée révolutionnaire, la mise en œuvre de la Terreur et la loi du maximum général qui sera décrétée le 29 septembre 1793. Tout au long du mois de septembre, Claire Lacombe poursuit, sur ces sujets, une campagne d'agitation.
Ce faisant, la Société des citoyennes républicaines révolutionnaires entrave les projets de la Convention, contribue à forcer les dirigeants à prendre des mesures auxquelles ils répugnent et fait le jeu des Hébertistes. Il n'en fallait pas plus pour se mettre en danger.
Claire Lacombe est attaquée de toutes parts le 16 septembre aux Jacobins, arrêtée peu après mais relâchée dès le lendemain faute d'éléments trouvés chez elle à l'issue d'une perquisition du Comité de sûreté générale. Elle est traînée dans la boue par la Feuille du salut public, journal officieux du Comité de salut public.
À partir du 21, les publications de la société abandonnent le terrain politique et n'abordent désormais que les questions liées aux subsistances. Mais, néanmoins, elles sont désormais considérées comme suspectes ; la Société Fraternelle demande au Moniteur à ne plus être confondue avec la Société des Républicaines. La société se fissure, les éléments les plus modérés sont exclus ou se retirent. Claire Lacombe est de plus en plus isolée et perd peu à peu ses derniers soutiens. Seul, du fond de sa prison, Jaques Roux vient à son secours dans le N° 267 de son journal. Mais ces lignes, plus compromettantes qu'autre chose, ne font qu’aggraver la situation.

#### Le port obligatoire de la cocarde

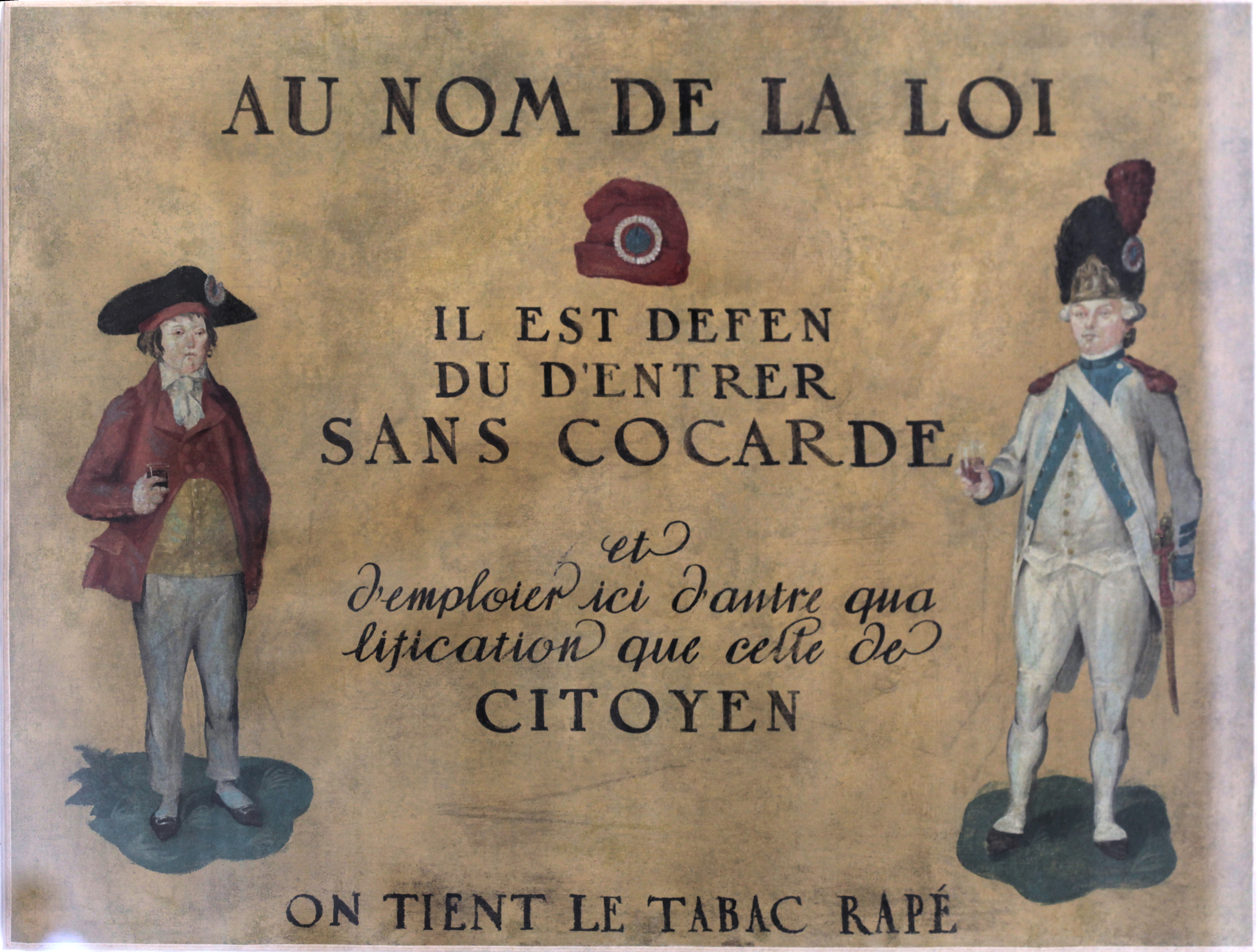
Port obligatoire de la Cocarde.

Le 3 avril 1793 la Convention avait déjà décrété le port obligatoire de la cocarde sans préciser si les femmes étaient astreintes à la porter. Dès sa création la Société des Femmes révolutionnaires s'emparant de ce vide déclare que tous ses membres devront porter la Cocarde et envoie une adresse aux 48 sections parisiennes pour inviter les citoyennes à suivre leur exemple. Cette initiative, bien accueillie par les commissaires fut une source d'incidents notamment vis-à-vis des femmes qui considéraient n'avoir pas à se mêler de politique et encore moins de s'identifier aux « jacobines » les plus extrémistes. Les incidents de plus en plus violents, dans un sens comme dans l'autre, entre partisanes et adversaires du port se multiplie. La Convention, qui dans un premier temps n'avait pas pris de décision à la suite d'une pétition de la société fraternelle de l'unité, soutenue par la Société des Républicaines Révolutionnaire, mais aussi par 28 sections parisiennes et plusieurs sociétés populaires, est contrainte face au désordre grandissant de prendre un décret rendant obligatoire le port de la cocarde. le calme revient pour peu de temps et rebondit sur les différentes manières de la porter. La Convention qui n'entendait pas aller plus loin dans la reconnaissance d'une possible égalité politique en resta là.

#### L'interdiction des Sociétés féminines
À Paris, deux clubs exclusivement féminins se succéderont. Le premier se nomme la Société patriotique et de bienfaisance des Amies de la Vérité et prend place de 1791 à 1792. Ce club fut fondé par Etta Palm d'Aelders et cessa toute activité après son départ en juin 1792. Il s’intéressa à l’éducation des petites filles pauvres et réclama, en vain, le droit au divorce ainsi que des droits politiques pour les femmes.
Le Club des Citoyennes Républicaines Révolutionnaires qui fonctionna du 10 mai au 30 octobre 1793. Ce club est composé de militantes populaires, de marchandes, de couturières et d'ouvrières. Il est proche de la sans-culotterie et intervient dans le conflit Gironde-Montagne ainsi que dans le débat politique de l’été 1793.
Les incidents liés aux désordres provoqués par le port obligatoire de la cocarde puis l'affaire des bonnets rouges marquent la fin de la Société des femmes révolutionnaires.
Les incidents reprennent sur la question du port du bonnet phrygien, toujours avec les marchandes de la Halle. Ils aboutiront le 30 octobre à l'interdiction de toutes les sociétés féminines.

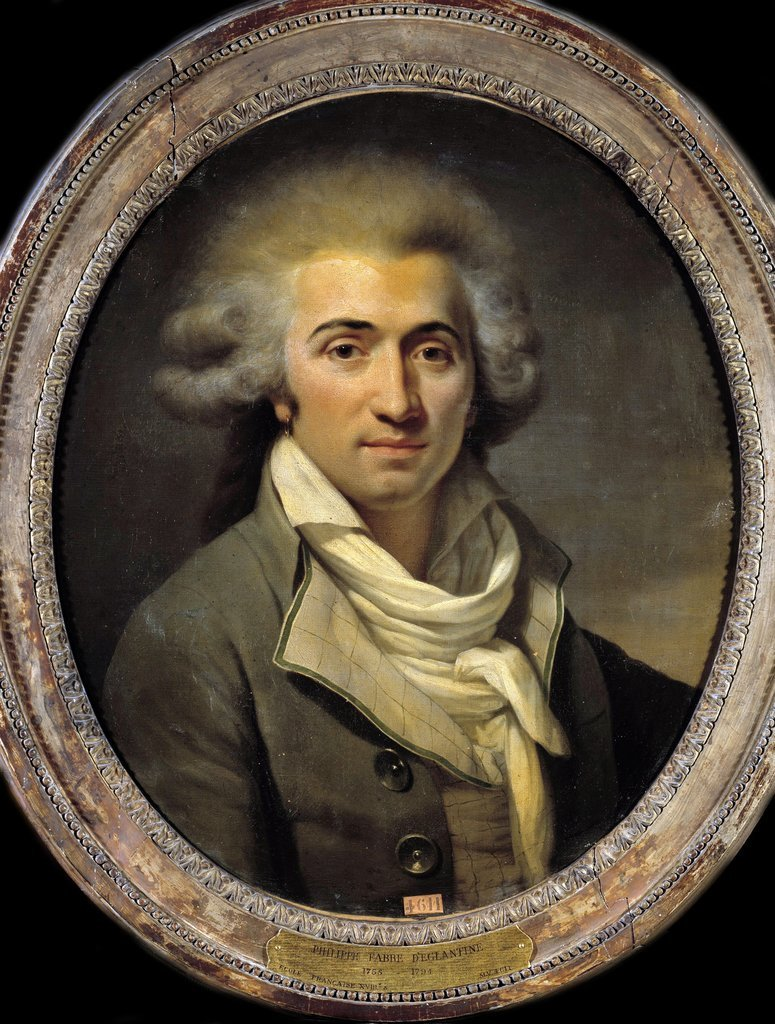
Fabre d'Églantine (1750-1794).

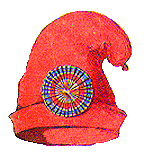
« Le bonnet rouge ».

Au lendemain des incidents de la Halle sur le port du bonnet phrygien, le 8 brumaire an II (29 octobre 1793), Fabre d’Églantine brandissait à la Convention le spectre d’un armement féminin. Après un violent réquisitoire contre les Citoyennes Républicaines Révolutionnaires, décrites comme « une sorte de chevaliers errants, (…) des filles émancipées, des grenadiers femelles». Il revenait sur les événements depuis la fin septembre : elles avaient obtenu la cocarde, bientôt « on viendra vous demander la ceinture, puis les deux pistolets à la ceinture». Il prévenait ses collègues : «Vous verrez des files de femmes allant au pain comme on va à la tranchée.» Il termine son intervention par une phrase d'une grande violence «Les femmes à bonnet rouge sont actuellement dans la rue»
Le lendemain Amar revient sur les incidents des halles et pose deux questions :
- Les femmes peuvent-elles exercer les droits politiques, et prendre une part active aux affaires du gouvernement ?
- Peuvent-elles délibérer, réunies en associations politiques ou Sociétés populaires ?

À ces deux questions sa réponse est sans ambages « Nous croyons donc, et sans doute penserez-vous comme nous, qu'il n'est pas possible que les femmes exercent les droits politiques. Vous détruirez ces prétendues sociétés populaires de femmes que l'aristocratie voudrait établir pour les mettre aux prises avec les hommes »
Seul Charlier s'élève contre l'interdiction faite aux femmes de se réunir « ... Je ne sais sur quel principe on peut s'appuyer pour interdire aux femmes de se réunir paisiblement. À moins que vous contestiez que les femmes font partie du genre humain, pouvez vous leur ôter ce droit commun à tout être pensant ? » 
Les Montagnards qui les attaquent, au demeurant les plus modérés, Fabre Églantine fera partie, avec Danton dans quelques mois de la charrette des Indulgents, ne sont pas plus misogynes que les Girondins. Sans négliger les échappatoires et les non-dits, parfois les quolibets et les moqueries entourant, depuis les États Généraux, les débats touchant directement ou indirectement cette question de la place et des droits des femmes dans le corps social, il serait trop réducteur de réduire cette exclusion à cette seule explication. D'une part les conventionnels modérés recevront le soutien de franges politiques nettement plus avancées; d'autre part La Société des Citoyennes Républicaines, s'est progressivement coupée du mouvement des sans-culottes féminines et en définitive l'interdiction de leur société est directement liée à l'élimination plus large de la mouvance des Enragés. Comme le souligne Dominique Godineau il faut « rechercher les causes de cette brusque volte-face dans le contexte révolutionnaire dans son ensemble et à l'intérieur du mouvement révolutionnaire féminin lui même »
Les Hébertistes qui depuis le début ont intrigué en ce sens prennent leur place et héritent de leurs soutiens, ils accompagnent ainsi la poursuite des mouvements féminins liés aux problèmes récurrents de subsistances. Mais ils ne jouent pas très longtemps le jeu de la collaboration gouvernementale et sont eux aussi éliminés dès le 24 mars de l'année suivante. Les revendications féminines perdent ainsi leurs derniers soutiens.
Désormais la Commune obéit, les sociétés et les clubs se taisent ou disparaissent. La charrette qui a porté les hébertistes à la guillotine réduit au silence le Paris révolutionnaire, écrit François Furet, reprenant quelques pages plus loin la formule de Saint-Just : « La Révolution est glacée. ».

## Les Tricoteuses sous la Convention thermidorienne

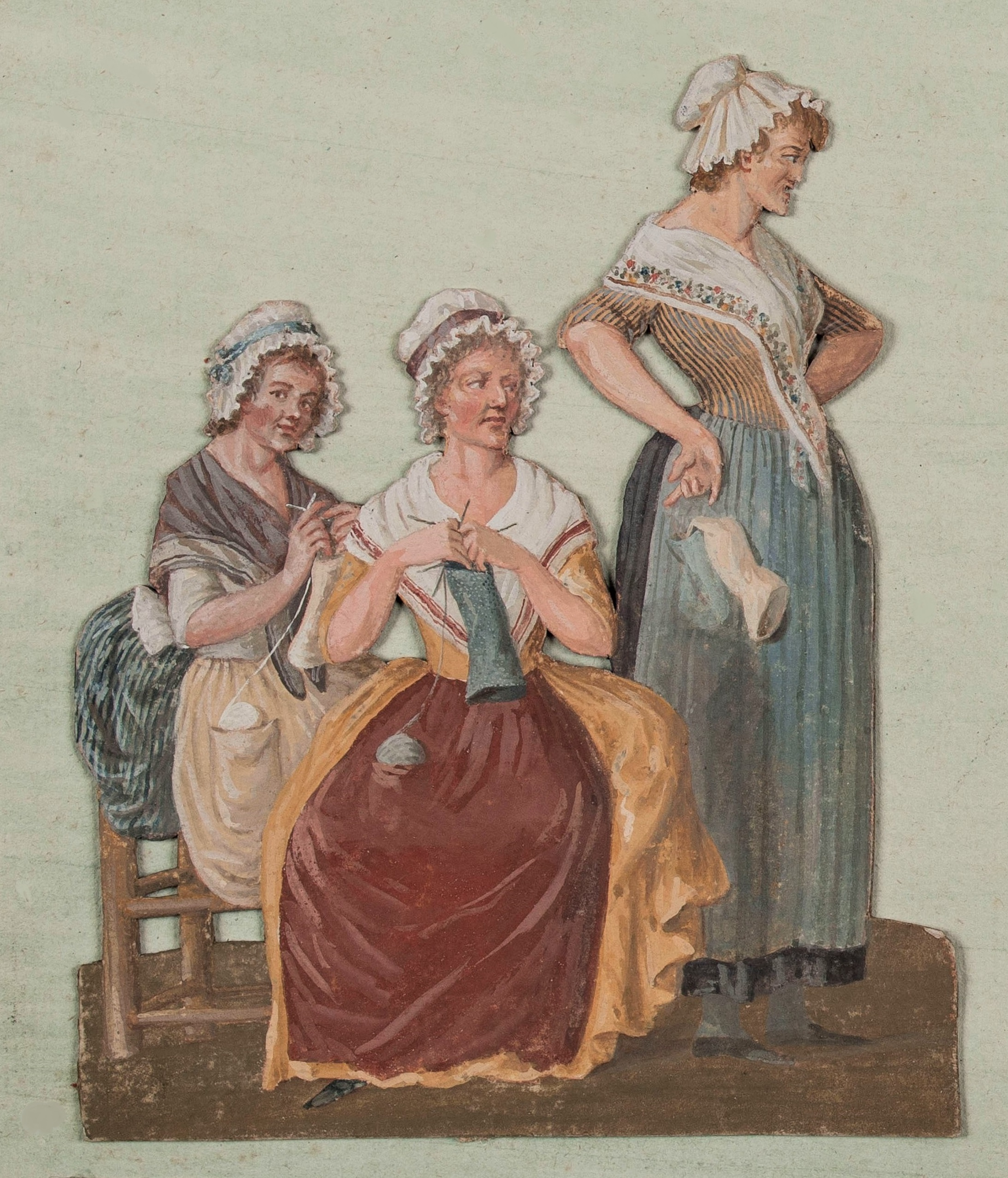
Les Tricoteuses jacobines, gouache de Jean-Baptiste Lesueur, 1793, musée Carnavalet.

Après Thermidor les femmes révolutionnaires réagissent brutalement avec une sorte d'énergie du désespoir où, comme de par le passé, se mêlent les revendications de subsistances et la contestation plus politique liée aux mesures prises par le pouvoir en place.
C'est au début de l'An III qu’apparut le terme de tricoteuse, essentiellement utilisé par les adversaires de la sans-culotterrie parisienne. Elles représentent alors les femmes qui suivent les débats des assemblées révolutionnaires et l'expression est synonyme de « Jacobines » ou « femmes des tribunes ».

### Naissance d'un mythe
En novembre 1794, l'interdiction du club des jacobins (22 brumaire An III), puis le procès de Jean Baptiste Carrier (27 frimaire An III), deviennent pour les militants populaires les signes précurseurs d'un retour de la réaction et la société se fracture en deux partis. Les classes populaires, hommes et femmes confondus, placent immédiatement les élus de la majorité de la Convention dans le parti adverse. Si dans les rapports de police elles n'apparaissent pas comme une force particulière, assez rapidement se dégage un groupe de « femmes des tribunes » qui soutiennent les députés Montagnards, conspuent les tribunes des modérés, organisent la protestation et le désordre.
Progressivement, au cours du XIXe siècle, sera attaché au terme tricoteuse l'image du sang et de la guillotine, sous l'influence notamment de Chateaubriand.« Je ne connais que la déesse de la Raison, dont les couches, hâtées par des adultères, aient eu lieu dans les danses de la mort. Il tombait de ses flancs publics des reptiles immondes qui ballaient à l'instant même avec les tricoteuses autour de l'échafaud, au son du coutelas, remontant et redescendant, refrain de la danse diabolique ».
Le mythe est désormais posé, une image fantasmagorique de monstre féminin assoiffé de sang que l'on retrouve chez Anatole France « La grande tricoteuse, montrant du doigt un vieillard . . . jurait que c'était le « capucin » qui avait fait le coup. La foule, aussitôt persuadé, poussa des cris de mort ».
Dans un article de 1989 Dominique Godineau cite plusieurs ouvrages relativement « grand public » parus à l'occasion du bicentenaire de la Révolution. Quelles que soient les sensibilités des différents auteurs sur la Révolution, ils associent les tricoteuses « à la guillotine, au sang et à la mort . . . C'est ainsi que, dans une certaine tradition contre révolutionnaire, « la tricoteuse », monstre sanguinaire, s'identifie à une Révolution elle même monstrueuse. »

### La crise sociale
Dès la chute de Robespierre, le luxe réapparaît avec ses carrosses et ses attelages, il y eut de nouveau des maîtres et des valets et après la suppression de la loi du maximum certains magasins se signalent par la munificence de leurs étalages.

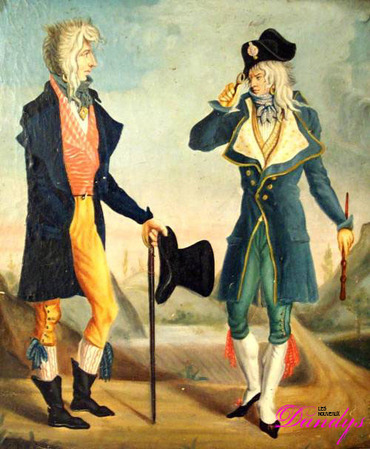
Muscadins.

Une jeunesse dorée, Muscadins, mais aussi Incroyables et Merveilleuses, vont faire la chasse aux sans-culottes. La fracture entre une minorité fortunée qui peut à nouveau dépenser sans compter et les classes populaires, qui connaissent, durant l'hiver 1794, les conditions d'existence les plus dures depuis le début de la Révolution, est désormais irréductible.
La crise sociale s'aggrave.
Sous le double effet de la pénurie et de l'inflation, les prix des denrées de base atteignent des niveaux exorbitants. Les conditions climatiques perturbent gravement les approvisionnements de toute nature. Le chômage atteint des niveaux records. La situation se dégrade à une vitesse vertigineuse.
Dans les queues, les femmes expriment de plus en plus forts, en des termes d'une grande violence leur mécontentement. Pendant tout l'hiver, au delà de leur présence assidue et bruyante dans les tribunes de la Convention, on retrouve les femmes dans tous les lieux de résistance populaire. Au début d'avril 1795, c'est une véritable famine qui règne sur Paris, à partir de cette date les femmes dominent les groupes revendicatifs autant par leur nombre que par la violence de leurs revendications.

### Derniers feux: Insurrections des 12 germinal et 1er prairial

#### Journée du 12 germinal
Déjà le 12 germinal, à la suite d'une réunion illégale le 7 germinal de la section des Gravilliers les sections populaires de l'Est et des faubourgs réclament du pain, la mise en application de la Constitution de 1793, la réouverture des clubs et la libération des patriotes incarcérés. Le lendemain, une délégation de la section des Quinze-Vingts vient porter ces réclamations à la barre de la Convention.
Le matin du 12 germinal (1er avril), des manifestants se regroupent sur l'île de la Cité. Ces sans-culottes sont pour la plupart issus des faubourgs Saint-Antoine, Saint-Marcel, Saint-Jacques et des sections des Thermes, Halle-au-Blé, Cité et Poissonnière, les femmes y sont représentées en grand nombre. Vers 14 heures la foule des manifestants pénètre sans problème dans la salle des séances. Le tumulte est immense, Montagnards et Thermidoriens se dénonçant mutuellement.
Toutefois, pendant que les manifestants perdent du temps en palabres, le Comité de sûreté générale réagit et fait appel aux bataillons fidèles des sections bourgeoises. Ceux-ci se massent aux abords de la Convention vers la fin de l'après-midi. Vers six heures, Legendre prend la tête d'environ trois cents muscadins et s'adjoint quelques soldats commandés par Pichegru. L'ancien dantoniste fait alors envahir le bâtiment et chasse les manifestants au chant du Réveil du peuple, l'hymne des thermidoriens.
L'inorganisation des manifestants et l'absence de soutien militaire de la part des sections sans-culottes sont la cause de leur échec.
La séance de la Convention reprend immédiatement une fois le calme revenu. Les tribunes sont remplies par des spectateurs favorables à la réaction. Aussitôt Paris est mis en état de siège, Pichegru étant nommé commandant en chef assisté de Barras et Merlin de Thionville. La déportation immédiate de Vadier, Barère, Collot et Billaud est décrétée. À la barre Tallien, Dumont, Thibaudeau, Bourdon de l'Oise, Barras se déchaînent contre les Montagnards, accusés d'avoir soutenu l'émeute. Sous le prétexte de prétendus attentats commis sur deux députés de droite (Auguis et Pénières), sept Montagnards sont décrétés d'accusation et incarcérés au fort de Ham : Duhem, Chasles, Léonard Bourdon, Amar, Choudieu, Huguet et Foussedoire. Ils sont suivis quelques jours plus tard par quelques dont Lecointre, Moyse Bayle.
Le lendemain 13 germinal (2 avril), la foule tente sans succès de libérer Collot, Billaud et Barère emmenés en déportation. Dans la nuit du 13 au 14 une manifestation éclate à la section des Quinze-Vingt, mais Pichegru n'a aucun mal à la disperser.

#### Journée du 1 prairial
Le femmes joueront un rôle déterminant dans la journée d'émeute du 20 mai 1795 (1er prairial de l'an III) et en paieront le prix fort à l'issue d'une journée confuse où elles ne recevront pas le soutien attendu des sections populaires :
- Dès le soir du 1er prairial, le député André Dumont demande et obtient que les tribunes de l'assemblée soient interdites jusqu'à que le calme soit rétabli dans la commune de Paris aux femmes qui devront être accompagnées d'un citoyen qui sera tenu de présenter sa carte à la garde [53];
- Le 4 prairial, craignant qu'elles ne perturbent les assemblées générales appelées à pourchasser les terroristes, elles sont privées du droit d’assister à toute assemblée politique;
- Le même jour il est décrété que toutes les femmes se retireront dans leur domicile respectif et que celles qui une heure après l'affichage du décret seraient retrouvées dans les rues, attroupées au dessus de cinq, seraient immédiatement arrêtées [54];
- Le 8 enfin les épouses des députés de sensibilité montagnarde, décrétés d'accusation, peuvent en égarant les autres être fort dangereuses, aussi est-il décrété qu'elles devront quitter Paris dans les 24 heures pour se rendre dans leurs communes respectives et y rester sous la surveillance de leurs municipalités[55].

Il n'y aura pas de nouvelles journées des 30 mai et 2 juin 1793, les Girondins assoient leurs positions et ce dernier sursaut d'un mouvement populaire féminin en sonne aussi le glas.

## Morts et survies
Au sujet des femmes ayant participé à la Révolution française, si beaucoup survécurent (Clotilde-Suzanne Courcelles de Labrousse, Marie-Thérèse Figueur, Louise-Félicité de Keralio, Claire Lacombe, Pauline Léon, Etta Palm d'Aelders, Marie-Jeanne Schellinck), une partie d'entre-elles payèrent néanmoins de leurs vies leurs idéaux révolutionnaires et furent exécutées comme Marie Adrian, Manon Roland, Olympe de Gouges en 1793, Lucile Desmoulins en 1794, Thérèse Caval dite La Cavale et son amie Élisabeth Taneron en 1795, tuée comme Perrine Dugué en 1796 ou bien en moururent folles (Reine Audu en 1793 et Anne-Josèphe Théroigne de Méricourt en 1817).

## Conclusion
« Silence de plomb, ville morte que celle-ci où les voix des femmes se sont éteintes ... l'ordre et le silence règnent à Paris ». En 1796 dans le projet babouviste, elles ne retrouvent aucune place en tant que groupe de forces d'appoint, leur nombre, comme leur rôle est tout à fait négligeable dans la Conjuration. De fait, il n'y a plus de mouvement féminin de masse.
C'est une autre page qui s'ouvre, celle des luttes du XIXe des femmes exclues du domaine public et soumise au despotisme marital voulue par le Code civil napoléonien. Les Pétroleuses poursuivront la lutte mais ce sont les Tricoteuses qui auront donné tout son sens au terme de citoyenne en l'inscrivant dans l'histoire.